# Hậu duệ Mặt Trời
Hậu duệ Mặt Trời (tiếng Hàn: 태양의 후예; Romaja: Taeyangui Huye; tiếng Anh: Descendants of the Sun) là một bộ phim truyền hình Hàn Quốc thuộc thể loại lãng mạn – tâm lý tình cảm – hành động ra mắt vào năm 2016, với sự tham gia diễn xuất của các diễn viên gồm Song Joong-ki, Song Hye-kyo, Jin Goo và Kim Ji-won. Bộ phim kể về Đại úy Yoo Shi-jin gặp bác sĩ phẫu thuật Kang Mo-yeon và nảy sinh tình cảm với cô. Do lý tưởng sự nghiệp giữa hai người khác biệt nên họ lựa chọn con đường riêng cho đến một ngày, họ gặp lại nhau tại một đất nước bị tàn phá bởi thảm họa. Phim cũng khai thác tuyến nhân vật phụ, kể về mối tình bị ngăn cấm giữa Thượng sĩ Seo Dae-young và bác sĩ quân y Trung úy Yoon Myung-joo. Hậu duệ Mặt Trời kết hợp nhiều tình huống căng thẳng như cứu trợ sau thảm họa động đất, dịch virus bùng phát và ca phẫu thuật khẩn cấp, không chỉ thể hiện sự hy sinh của các quân nhân và bác sĩ trong những hoàn cảnh khắc nghiệt, mà còn làm nổi bật tình yêu sâu đậm giữa các nhân vật chính khi họ bên nhau trong những giây phút tuyệt vọng.
Quá trình phát triển Hậu duệ Mặt Trời bắt đầu từ năm 2011. Ban đầu, kịch bản phim không được đánh giá cao, buộc nhà biên kịch Kim Eun-sook phải sửa lại và kết hợp với kịch bản Doctors Without Borders của Kim Won-seok. Giai đoạn tiền kỳ của Hậu duệ Mặt Trời bắt đầu với việc khảo sát địa điểm và tuyển chọn hơn 350 nhân sự tham gia vào dựng phim. Các cảnh quay do Lee Eung-bok và Baek Sang-hoon đạo diễn được thực hiện tại Hàn Quốc và Hy Lạp, với nội dung thể hiện nhiều phong cách biên kịch đặc trưng của Kim Eun-sook như tình tiết nhanh và lời thoại súc tích. Để đáp ứng tiêu chuẩn xuất khẩu sang Trung Quốc, Hậu duệ Mặt Trời được sản xuất hoàn toàn trước khi phát sóng, thay vì đi theo hình thức cuốn chiếu tại Hàn Quốc như thông thường. Song Dong-woon và Gaemi phụ trách sáng tác nhạc phim (OST) cho Hậu duệ Mặt Trời. Next Entertainment World trở thành nhà đầu tư, sản xuất và phân phối của phim, với tổng kinh phí để thực hiện là 13 tỷ won.
Hậu duệ Mặt Trời gồm có 16 tập chính và 3 tập phim đặc biệt, được phát sóng trên đài KBS từ ngày 24 tháng 2 đến ngày 22 tháng 4 năm 2016. Trung Quốc mua bản quyền và phát sóng bộ phim cùng thời điểm với Hàn Quốc thông qua nền tảng IQIYI, qua đó Hậu duệ Mặt Trời trở thành phim truyền hình Hàn Quốc đầu tiên được phát sóng đồng thời tại cả Hàn Quốc và Trung Quốc. Tính đến cuối tháng 3 năm 2016, có 32 quốc gia mua lại bản quyền phát sóng. Bộ phim nhận được nhiều đánh giá tích cực từ giới chuyên môn, nhờ vào diễn xuất ấn tượng của các diễn viên, cách kể chuyện sáng tạo và lời thoại đầy cảm xúc. Tuy nhiên, một số tình tiết trong phim bị chỉ trích là chưa thực sự thuyết phục và đủ mới mẻ. Hậu duệ Mặt Trời trở thành bộ phim truyền hình ngắn tập đầu tiên tại Hàn Quốc vượt qua mốc 30% tỷ suất người xem kể từ năm 2012. Phim cũng vấp phải tranh cãi từ khán giả về việc lạm dụng quảng cáo sản phẩm (PPL) ở các tập cuối và thiếu tôn trọng lịch sử.
Hậu duệ Mặt Trời khéo léo lồng ghép nhiều chủ đề văn hóa Hàn Quốc, đồng thời kết hợp giữa các giá trị truyền thống và lý tưởng hiện đại về tình yêu, chủ nghĩa yêu nước, tinh thần hòa bình quốc tế và viện trợ nhân đạo. Những yếu tố này không chỉ ảnh hưởng đến khán giả trong nước mà còn lan tỏa ra toàn cầu, trở thành một phần trong chiến lược ngoại giao văn hóa của Hàn Quốc. Hậu duệ Mặt Trời có sức ảnh hưởng kinh tế Hàn Quốc với tác động tổng thể lên tới 3 nghìn tỷ won, giúp thúc đẩy thương hiệu quốc gia, xuất khẩu hàng hóa, tăng trưởng doanh thu cho sản phẩm thương hiệu và quảng bá du lịch. Bộ phim cũng mở đường cho hợp tác sản xuất quốc tế và mô hình sản xuất trước khi phát sóng thay cho phương pháp cuốn chiếu. Các quốc gia Philippines và Việt Nam từng làm lại Hậu duệ Mặt Trời theo phiên bản của riêng họ. Bộ phim giành nhiều giải thưởng và đề cử tại các lễ trao giải, mang về giải Daesang truyền hình tại Giải thưởng nghệ thuật Baeksang lần thứ 52 và Phim truyền hình hay nhất tại Giải thưởng phim truyền hình Hàn Quốc lần thứ 9.

## Diễn viên và nhân vật

### Vai chính
- Song Joong-ki vai Đại úy Yoo Shi-jin:

Là đội trưởng đội Alpha, trung đội trưởng quân đoàn Taebaek, thuộc tiểu đoàn 707. Anh là quân nhân tinh nhuệ trong Lục quân Đại Hàn Dân Quốc và là hình mẫu người lính lý tưởng: mạnh mẽ, tài năng, giàu tinh thần trách nhiệm và luôn hành động theo nguyên tắc, kỷ luật. Phương châm phục vụ của Shi-jin là "người đẹp, người già và trẻ em xứng đáng được bảo vệ". Anh gặp bác sĩ Kang Mo-yeon và họ đem lòng yêu nhau từ cái nhìn đầu tiên. Anh luôn tách bạch giữa lý trí nghĩa vụ với con tim tình cảm, khiến cho Mo-yeon thất vọng và nhận ra sự khác biệt giữa anh và cô. Ngoài tác phong nghiêm nghị thường thấy trong quân đội, anh là một người hóm hỉnh và thích đùa giỡn, nhất là khi trò chuyện với Mo-yeon và nói đùa rằng cô đã giẫm phải mìn. Trải qua những thử thách tại Uruk, Shi-jin không chỉ thể hiện lòng trung thành với đồng đội và lý tưởng cá nhân mà còn khẳng định hình ảnh một người lính hiện đại dám đặt quyền lợi lên trên mệnh lệnh, biến anh thành biểu tượng của chủ nghĩa nhân văn. Với tư cách là tấm gương sáng về thành tích của con người, sự hy sinh của người lính và trách nhiệm đạo đức, Shi-jin được miêu tả là hiện thân của Hàn Quốc với tư cách là "Đội trưởng Hàn Quốc". Ở tập cuối, anh được thăng cấp lên Thiếu tá. Biệt danh của anh là Big Boss.
- Song Hye-kyo vai Bác sĩ Kang Mo-yeon:

Là bác sĩ phẫu thuật tài năng của bệnh viện Haesung. Cô đại diện cho thế giới dân sự với những giá trị nhân văn và y đức. Ban đầu, cô là người sắc sảo, thiếu kiên nhẫn, không muốn lắng nghe và mang nhiều tổn thương vì sự bất công trong hệ thống y tế. Sau khi bị điều đến Uruk, cô dần chuyển mình từ một người vốn quen làm việc trong môi trường an toàn thành nhà lãnh đạo quả cảm, sẵn sàng đưa ra những quyết định sinh tử với vai trò là sứ mệnh của một y bác sĩ. Lúc đầu, cô không đón nhận tình cảm từ Shi-jin do lý tưởng sự nghiệp của đôi bên khác biệt: nghĩa vụ của một người lính đối với an ninh đất nước so với niềm tin của một bác sĩ rằng không có giá trị nào có thể vượt qua được mạng sống con người. Trải qua thời gian phục vụ cùng nhau tại Uruk, Shi-jin giúp cô đối mặt thực tế và dung hòa hai lý tưởng sự nghiệp giữa cô và anh. Anh khuyên cô hãy cứ theo sứ mệnh nghề y của mình là đặt ưu tiên khả năng sống sót lên hàng đầu mà không phân biệt đối tượng, còn người lính như anh thì sẽ bảo vệ và giết chết ai đó khi cần thiết. Đến cuối cùng, cô dần trở nên đồng cảm, hoàn toàn chấp nhận con người thực sự cũng như khẳng định tình cảm của cô với Shi-jin.
- Jin Goo vai Thượng sĩ Seo Dae-young:

Là đội phó đội Alpha. Anh là quân nhân mẫu mực, nổi bật với tính cách trầm lặng, kỷ luật và lòng trung thành tuyệt đối. Anh là người bạn thân thiết và cánh tay đắc lực của Shi-jin. Mối tình bị cấm đoán với bác sĩ quân y Yoon Myung-joo khiến anh luôn sống trong giằng xé, vừa yêu cô sâu đậm vừa phải trốn tránh cô vì nghĩa vụ và kỷ luật quân đội. Sau khi sự kiện thảm họa xảy ra, anh có cơ hội được ở bên cạnh để quan tâm và an ủi Myung-joo. Tuy nhiên, cha của Myung-joo lại ràng buộc anh phải xuất ngũ và làm công việc khác nếu như muốn lấy cô. Từ một người lính luôn đặt nhiệm vụ lên trên hết, Dae-young vì Myung-joo mà anh học cách đấu tranh cho cảm xúc cá nhân, vượt qua bi kịch của lòng trung thành trong một hệ thống đầy ràng buộc để có được tình yêu lứa đôi mà không phải xuất ngũ. Ngoài ra, anh rất nghiêm khắc khi trong vai trò là một huấn luyện viên, thậm chí có lúc đưa ra mệnh lệnh thô thiển đến mức nhiều binh sĩ gọi anh là "huấn luyện viên địa ngục". Anh cũng từng là huấn luyện viên khắc nghiệt của Shi-jin khi Shi-jin còn theo học tại học viện quân sự, sau này nhờ mối quan hệ bùng binh với Myung-joo mà họ trở thành bạn thân. Biệt danh của anh là Wolf.
- Kim Ji-won vai Trung úy Yoon Myung-joo:

Là bác sĩ quân y mạnh mẽ và đầy cảm xúc, đồng thời là con gái duy nhất của Tổng tư lệnh Yoon Gil-joon. Cô gặp được Dae-young trong một nhiệm vụ hành quân và hẹn hò sau khi cùng anh đi khiêu khích bạn gái cũ sắp kết hôn. Tuy nhiên, không như cô có học vấn và xuất thân gia đình tốt hơn, Dae-young chỉ là quân nhân tầm thường dừng lại ở tốt nghiệp trung học và giữ chức vụ thấp hơn, dẫn đến Tổng tư lệnh Yoon phản đối mối tình này. Myung-joo không ngừng đấu tranh cho tình yêu của mình với Dae-young, bất chấp định kiến từ cha nhằm khẳng định quyền tự quyết trong cả tình yêu lẫn cuộc sống. Trong Hậu duệ Mặt Trời, Myung-joo đóng vai trò kết nối mối quan hệ nhiều nhân vật khác nhau. Cô từng là bạn học cùng khóa cũng như thực tập chung với Mo-yeon tại trường đại học. Mối quan hệ giữa cô và Mo-yeon ban đầu là đối đầu và sau này trở thành bạn tốt. Đối với Shi-jin, cô từng từ chối buổi xem mắt theo nguyện vọng của cha mình vì không hài lòng với ngoại hình của anh.

### Vai phụ

#### Đội Alpha và quân đoàn Taebaek
- Park Hoon vai Trung sĩ Choi Woo-geun: Là chuyên gia xử lý bom kiêm xạ thủ bắn tỉa, và là thành viên duy nhất đã kết hôn của đội Alpha. Vai trò của anh trở nên đặc biệt quan trọng trong các tình huống khẩn cấp, điển hình là anh gợi ý cho Shi-jin cách giải cứu Mo-yeon khỏi tay Agus mà không làm kích nổ bom. Biệt danh của anh là Snoopy.[10][39]
- Choi Woong vai Hạ sĩ Gong Cheol-ho: Là thành viên trẻ nhất của đội Alpha. Biệt danh của anh là Harry Potter.[10]
- Ahn Bo-hyun vai Trung sĩ Lim Gwang-nam: Là xạ thủ bắn tỉa nhiều cảm xúc của đội Alpha. Biệt danh của anh là Piccolo.[40][41]
- Kang Shin-il vai Tổng tư lệnh, Trung tướng Yoon Gil-joon: Là cha của Myung-joo. Ông là nguồn gốc chính của xung đột trong mối quan hệ của cặp đôi phụ. Dù ban đầu tỏ ra cứng rắn và phản đối Dae-young vì lo lắng cho tương lai của con gái, ông thực chất là người cha hết mực yêu thương con và một người chỉ huy trân trọng những người lính cấp dưới tài năng. Vai trò của ông là hiện thân cho những rào cản về định kiến xã hội, tư tưởng gia trưởng và biểu tượng của lòng tin.[42]
- Kim Byung-chul vai Trung tá Park Byung-soo: Là sĩ quan chỉ huy trực tiếp của đội Alpha tại Uruk. Do kinh nghiệm đóng quân ở nước ngoài rất có lợi cho việc thăng chức nên Trung tá Park đã tình nguyện phụ trách Taebaek. Mặc dù là chỉ huy nhưng ông lại hay thay đổi tâm trạng và có xu hướng bốc đồng. Trung tá Park luôn bày tỏ khó chịu trước việc Shi-jin thăng chức rất nhanh. Cũng nhờ những việc trái mệnh lệnh của Shi-jin tại Uruk mà ông luôn bị cấp trên phê bình, dẫn đến ông thường xuyên mắng chửi Shi-jin.[10] Cuối phim, ông được thăng cấp lên Đại tá.[43]
- Kim Min-seok vai Binh nhất Kim Ki-bum: Là nhân vật xuất hiện lần đầu với tư cách là kẻ trộm vặt, rồi bị Shi-jin và Dae-young khống chế.[44] Sau đó, anh quyết định nhập ngũ và được Dae-young trực tiếp huấn luyện,[45] dần trở thành một người lính có trách nhiệm và dũng cảm. Vai trò của anh là minh chứng cho sức mạnh cảm hóa và khả năng rèn luyện con người của môi trường quân đội. Anh là người phụ trách nấu ăn cho các binh sĩ. Cuối phim, anh đỗ tốt nghiệp trung học và được thăng cấp lên Hạ sĩ.[10][46]

#### Đội y tế tình nguyện bệnh viện Haesung tại Uruk
- Onew vai Lee Chi-hoon: Là bác sĩ phẫu thuật lồng ngực xuất thân từ một gia đình giàu có, ban đầu có tính cách ngây thơ nhút nhát và thiếu kinh nghiệm tự lập.[47] Vai trò của nhân vật Chi-hoon là khắc họa quá trình trưởng thành của một bác sĩ mới vào nghề. Thảm họa động đất tại Uruk là một bước ngoặt lớn, buộc anh phải đối mặt với sự bất lực, giới hạn của bản thân và cảm giác tội lỗi trong nghịch cảnh.[48] Anh kết hôn với bác sĩ nội trú Jang Hee-eun.[49]
- Lee Seung-joon vai Song Sang-hyun: Là bác sĩ phẫu thuật tiền bối của Mo-yeon[50] có tính cách cẩu thả[51] và hay đùa giỡn.[52] Tuy vậy, anh vẫn là một bác sĩ giàu kinh nghiệm, đóng góp chuyên môn quan trọng cho quá trình phục vụ y tế của đội tình nguyện do Mo-yeon chỉ huy tại Uruk,[53] điển hình là anh nghiên cứu ra được thuốc điều trị virus M3 để cứu sống Myung-joo.[54] Anh công khai theo đuổi y tá trưởng Ha Ja-ae suốt nhiều năm liền nhưng chưa tìm được cơ hội để tỏ tình.[53] Anh còn là người động viên cho Chi-hoon vượt qua cảm giác tội lỗi, giúp Chi-hoon trở thành một bác sĩ trưởng thành và can đảm hơn.[55]
- Seo Jeong-yeon vai Ha Ja-ae: Là y tá trưởng của bệnh viên Haesung sở hữu tính cách cứng rắn, thực tế và không dễ thể hiện cảm xúc.[56] Cô cùng với bác sĩ Song là những người đi đầu trong việc cứu người tại hiện trường cứu hộ ở Uruk.[57] Mối quan hệ "trong nóng ngoài lạnh" giữa cô và bác sĩ Song mang đến sự hài hước và là một câu chuyện tình yêu đời thường giữa hai người trung niên.[58] Cuối phim, cô đáp lại tình cảm của bác sĩ Song sau khi truy cập thư mục bí mật trong máy tính cá nhân của anh.[9][59]
- Park Hwan-hee vai Choi Min-ji: Là y tá trẻ tuổi nhất trong đội y tế tình nguyện tại Uruk. Cô thường hay lo lắng trong các tình huống căng thẳng, chẳng hạn như lo sợ mình đã làm sai sót điều gì đó trong quá trình cấp cứu.[60]

#### Người ở bệnh viện Haesung
- Hyun Jyu-ni vai Pyo Ji-soo: Là bác sĩ chuyên khoa bệnh lý kiêm bạn thân của Mo-yeon, người mà Mo-yeon luôn tin tưởng để chia sẻ mọi tâm sự và khó khăn.[35] Cô là nhân vật ngồi xe lăn, nhưng bộ phim không giải thích lý do vì sao như vậy.[61]
- Tae In-ho vai Han Seok-won: Là giám đốc bệnh viện Haesung, đại diện cho mặt trái của ngành y: tham vọng, quyền lực.[62] Anh ta là người tạo sức ép cho Mo-yeon sau khi bị cô từ chối tình cảm.[63][64] Shi-jin đối chất với giám đốc Han, cảnh báo và khẳng định tình yêu của mình với Mo-yeon, khiến cho anh ta tổn thương lòng tự trọng.[65]
- Park Ah-in vai Kim Eun-ji: Là bác sĩ phẫu thuật lồng ngực kiêu ngạo, hay nói xấu đồng nghiệp.[66] Vì có mối quan hệ rộng hơn nên cô ta đã cướp được vị trí giáo sư mà đáng ra Mo-yeon sẽ phải đạt được sớm hơn.[67]
- Jo Woo-ri vai Jang Hee-eun: Là bác sĩ nội trú khoa gây mê và là vợ mang thai của Lee Chi-hoon.[49] Cô đã lo lắng cho sự an toàn của Chi-hoon sau khi anh đến Uruk, nơi xảy ra thảm họa.[68]

#### Nhân vật phản diện và hỗ trợ
- David Lee McInnis vai David Agus: Là nhân vật phản diện chính trong phim, cựu Đại úy Lực lượng Delta thuộc Lục quân Hoa Kỳ, từng là đồng đội đáng quý của Shi-jin trong quá khứ. Sau khi giải ngũ, hắn trở thành thủ lĩnh một tổ chức tội phạm và tay buôn vũ khí ở Uruk. Tiền bạc là nguyên nhân chính dẫn đến sự tha hóa của hắn.[69] Cuộc đối đầu giữa hắn và Shi-jin không chỉ là xung đột về thể chất mà còn là cuộc chiến về đạo đức và giá trị tình nghĩa. Đến cuối cùng, Shi-jin không còn cách nào khác đành phải đích thân kết liễu đồng đội cũ để bảo vệ lấy Mo-yeon trong sự buồn bã.[70][71]
- Jo Jae-yoon vai Jin Young-soo: Là giám đốc điều hành của Tập đoàn điện lực Uruk với vai trò là một người hầu phục tùng tiền bạc và quyền lực dưới kiểm soát của Agus.[72] Hắn được xây dựng với tính cách vô liêm sỉ để gây rắc rối cho các nhân vật khác.[73] Quản lý Jin từng liều lĩnh nuốt kim cương vào bụng để bỏ trốn nhưng bất thành. Sau khi được chỉ định phải làm phẫu thuật, hắn bị phát hiện nhiễm virus M3, gây ra một đại dịch nhỏ trong khu vực và khiến Myung-joo cũng bị lây nhiễm.[74]
- Ji Seung-hyun vai Thượng úy Ahn Jung-joon của Quân đội Nhân dân Triều Tiên: Là chỉ huy đội Triều Tiên tại khu phi quân sự và có cuộc đấu tay đôi với Shi-jin trong tập phim đầu tiên. Về sau, anh xuất hiện trở lại trong hai vai trò: vừa là người bảo vệ Triều Tiên lúc đàm phán vừa là quân nhân bị vu cáo phản bội, đang bị truy nã và phải đối mặt với án tử hình. Anh gặp lại Shi-jin và cả hai dần trở thành bằng hữu, nhờ vào việc cùng chung lý tưởng phụng sự tổ quốc. Shi-jin giúp anh vạch trần Trung tướng Choi của Triều Tiên là kẻ chủ mưu phản bội.[75][76] Anh có sở thích mang theo bánh Choco Pie để ăn vặt một cách đầy hứng thú.[77] Cuối phim, để đáp lại ân nghĩa từ chiếc bánh mà Shi-jin từng tặng mình, anh đã ra tay giải cứu cả Shi-jin lẫn Dae-young.[78][79]
- Jasper Cho vai Daniel Spencer: Là bác sĩ cấp cứu đội Sứ giả hòa bình. Anh tốt nghiệp một trường y khoa danh tiếng tại Hoa Kỳ và trở thành bác sĩ cứu trợ nhằm theo đuổi ước mơ được tìm thấy những giá trị mà tiền không thể mua được.[80] Ngoài ra, anh còn là một thợ máy tài giỏi, mở một cửa hàng để sửa chữa các thiết bị máy móc, chẳng hạn như ô tô và trang bị y tế.[81][82]
- Jeon Soo-jin vai Ri Ye-hwa: Là y tá khẩn cấp và điều dưỡng người Koryo-saram thuộc đội Sứ giả hòa bình. Cô sống cùng Daniel sau khi gia đình cô bị thảm sát.[83] Ban đầu, cô chỉ là vợ trên danh nghĩa của Daniel.[84] Sau này, vì Daniel muốn đưa cô đến Canada mà bị đại sứ quán từ chối, nên anh quyết định kết hôn chính thức để bảo vệ cô. Mặc dù đã mời bạn bè đến Vancouver để tham dự lễ cưới nhưng họ hoàn toàn không xuất hiện.[85]
- Lee Yi-kyung vai Kang Min-jae: Là công nhân nhà máy điện Uruk. Tổ trưởng Go (do Nam Moon-chul đóng) chỉ trích anh làm việc mà không đội mũ bảo hiểm. Ông cởi của mình ra và đưa cho anh. Sau đó, cơn địa chấn ập đến khiến toàn bộ nhà máy điện bị sập trong đổ nát và Tổ trưởng Go qua đời.[86][87] Anh là người có ảnh hưởng đến quá trình trưởng thành của bác sĩ Lee Chi-hoon. Chi-hoon là người đầu tiên tìm thấy anh sau thảm họa, nhưng vì dư chấn mà không thể kéo anh lên và đành bỏ chạy nhờ người khác giúp. Từ đó, anh chỉ trích Chi-hoon hèn nhát, không xứng đáng là một bác sĩ.[48] Sau khi chứng kiến Chi-hoon cứu nguy một bệnh nhân, anh chủ động làm hòa và thừa nhận Chi-hoon là một bác sĩ thực thụ, khiến Chi-hoon vô cùng vui mừng và cảm nhận bản thân đã thực sự trưởng thành.[88][89]
- Zyon Barreto vai Fatima: Là cô gái có biệt danh "Hoa hồng đỏ"[90] sắp bị Agus bán làm vợ cho gã đàn ông giàu có. Mo-yeon và Shi-jin tìm thấy cô tại một ngôi làng không xuất hiện trên bản đồ của Uruk. Tại đây, cô rút súng bắn Agus trọng thương, khiến cho Mo-yeon phải do dự trong việc cấp cứu cho hắn hoặc để hắn chết.[91][92] Mo-yeon và Shi-jin giúp cô tìm người giám hộ mới. Cuối phim, cô gửi thiệp cảm ơn họ và bảo rằng cô có ước mơ được trở thành một bác sĩ vĩ đại giống như Mo-yeon.[85]
- Elena Zhernovaia vai Valentine: Là cô hầu bàn tốt bụng đã tiếp tế 100 chiếc bánh sandwich cho đội cứu trợ trong hoàn cảnh thảm họa và thiếu lương thực.[93] Sau này, cô trở thành người giám hộ cho Fatima.[85]
- Jun In-taek vai Yoo Young-geun: Là cha của Shi-jin[94] đã giải ngũ danh dự với hàm Thượng sĩ. Ông từng khuyên con trai mình, một người vừa giỏi học vừa giỏi thể thao, nên chọn một con đường khác. Shi-jin vốn rất kính trọng cha mình nên anh vẫn lựa chọn theo sự nghiệp của ông.[2]

### Khách mời đặc biệt
Danh sách diễn viên và nhân vật xuất hiện dưới dạng khách mời được đặc biệt cảm ơn ở đoạn credit cuối các tập phim:
- Lee Kwang-soo vai người điều khiển trò chơi bắn súng (tập 1): Anh xuất hiện ở khu giải trí nơi Shi-jin và Dae-young chơi trò chơi điện tử.[95]
- Jung Ji-won vai phát thanh viên truyền hình (tập 2, 16).[96][97]
- Lee Jong-hyuk vai Đại úy Kim Jin-seok (tập 2, 5, 10 và 15): Anh đã tử nạn ngay trong vòng tay của Shi-jin tại một trận chiến nhằm giải cứu Agus và chỉ xuất hiện trong các đoạn hồi tưởng của Shi-jin.[98][99]
- Ryu Hwa-young vai bạn gái cũ của Seo Dae-young (tập 4): Cô xuất hiện trong một cảnh đám cưới. Bạn trai cũ Dae-young và Myung-joo đến chào hỏi và công khai với cô họ là cặp đôi.[100]
- Park Joon-geum vai mẹ của Lee Chi-hoon (tập 7, 11): Bà là một nhà tài phiệt, đến bệnh viện Haesung và chất vấn giám đốc Han sau khi xảy ra động đất và dịch virus M3 tại Uruk, nơi Chi-hoon cùng đội tình nguyện phục vụ.[68][101]
- Yoo Ah-in vai lễ tân ngân hàng (tập 13): Anh là người từ chối đơn xin vay vốn của Mo-yeon sau khi cô nghỉ làm ở Haesung.[102]
- Lee Jae-yong vai Trung tướng Choi Ji-ho của Quân đội Nhân dân Triều Tiên (tập 13, 14): Là kẻ chủ mưu đứng sau việc thuê Đặc công Triều Tiên làm sát thủ cho các tập đoàn tội phạm. Dưới sự giúp đỡ của Shi-jin, Thượng úy Ahn vạch trần ông ta là kẻ phản bội chính đất nước của mình và đang lên kế hoạch thủ tiêu Thượng úy Ahn để chôn vùi bí mật này.[75][103]
- Red Velvet vai chính mình (tập 16): Họ có mặt tại căn cứ quân sự để trình diễn bài hát "Dumb Dumb". Shi-jin và Dae-young ban đầu tỏ ra thờ ơ nhưng sau đó lại tỏ ra phấn khích với Red Velvet,[104] khiến bạn gái của cả hai phát ghen.[105]

## Tập phim
| 1 | "Tập 1"          | 24 tháng 2 năm 2016 |
| Hậu duệ Mặt Trời bắt đầu bằng cảnh đội Alpha do Đại úy Yoo Shi-jin và Thượng sĩ Seo Dae-young chỉ huy phải xử lý một vụ bắt giữ con tin ở khu phi quân sự, bằng cuộc đối đầu với Bắc Triều Tiên. Trước khi rút lui, Shi-jin nhận ra chỉ huy lại là một người quen cũ (Thượng úy Ahn Jung-joon). Trong kỳ nghỉ phép, Shi-jin và Dae-young bắt được một tên trộm vặt tên Kim Ki-bum. Chuẩn bị đưa vào bệnh viện, Ki-bum lấy cắp điện thoại của Dae-young. Trong lúc tìm lại điện thoại cho bạn thân, Shi-jin đến bệnh viện Haesung và tình cờ gặp gỡ bác sĩ Kang Mo-yeon. Ban đầu, Mo-yeon hiểu lầm anh là giang hồ. Chuyện tình giữa Dae-young và nữ bác sĩ quân y hàm Trung úy Yoon Myung-joo được hé lộ. Cha của Myung-joo là một sĩ quan cấp tướng, đã ngăn cản mối tình đó vì cho rằng Dae-young không "môn đương hộ đối" với con gái mình. Mo-yeon xóa bỏ hiểu lầm và có cảm tình với Shi-jin nhờ đoạn ghi hình camera an ninh chứng minh anh không phải giang hồ. Shi-jin lấy cớ nhờ Mo-yeon chữa một vết thương cũ để có thêm cơ hội ở bên cô. Cuối phim, Shi-jin hủy bỏ kế hoạch xem phim với Mo-yeon vì phải nhận lệnh lên đường làm nhiệm vụ khẩn cấp.      |                  |                     |
| 2 | "Tập 2"          | 25 tháng 2 năm 2016 |
| Đội của Shi-jin phải làm nhiệm vụ giải cứu con tin phối hợp với đặc nhiệm Mỹ ở Afghanistan. Cùng lúc đó, Mo-yeon bị đánh trượt vị trí giáo sư lần thứ ba và đành nhường chỗ cho một đồng nghiệp kém năng lực nhưng có mối quan hệ tốt hơn. Lúc Shi-jin có cơ hội hẹn hò với Mo-yeon lần nữa tại buổi xem phim, anh lại đột ngột nhận lệnh triệu tập. Hai người nhận ra sự khác biệt trong triết lý sống: Mo-yeon là một bác sĩ cứu người bằng mọi giá, còn Shi-jin là một người lính phải tuân lệnh, đôi khi chấp nhận bạo lực và cái chết để bảo vệ sự sống và tự do. Do vậy, Shi-jin và Mo-yeon đồng ý chia tay nhau. 8 tháng sau, Shi-jin được điều động đến đóng quân tại vùng đất giả tưởng Uruk. Trong khi đó, Mo-yeon bất ngờ trở nên nổi tiếng sau khi tham gia một chương trình truyền hình y tế, trở thành gương mặt đại diện của bệnh viện cũng như lên chức giáo sư. Mo-yeon được chỉ định dẫn dắt một đội y tế tình nguyện đến Uruk. Tập phim kết thúc bằng cảnh đội y tế của Mo-yeon hạ cánh xuống sân bay ở Uruk, nơi cô và Shi-jin có một cuộc tái ngộ.                                                                                              |                  |                     |
| 3 | "Tập 3"          | 2 tháng 3 năm 2016  |
| Mối quan hệ giữa Shi-jin và Mo-yeon bắt đầu lại bằng những tình huống như Shi-jin đùa rằng Mo-yeon đã giẫm phải mìn. Bất chấp cha cô phản đối, Myung-joo vẫn quyết tâm đầu quân đến Uruk để gặp lại Dae-young. Tổng tư lệnh Yoon ngăn cản con gái mình bằng cách yêu cầu Dae-young trở về Hàn Quốc. Trong một chuyến đi vào thị trấn, Shi-jin đưa Mo-yeon đến gặp nữ y tá Ri Ye-hwa. Sau đó, anh dẫn cô đến một bãi biển với con tàu đắm để kể về quá khứ giữa Dae-young và Myung-joo. Đột ngột, lãnh đạo Liên đoàn Ả Rập Mubarak được đưa đến căn cứ trong tình trạng nguy kịch. Mặc dù cần phẫu thuật khẩn cấp để cứu sống nhưng các vệ sĩ của lãnh đạo Ả Rập lại rút súng về phía quân đội Hàn Quốc để ngăn cản ca mổ. Sau khi Mo-yeon khẳng định cô có thể cứu được bệnh nhân, Shi-jin ra lệnh cho Mo-yeon tiến hành phẫu thuật và cùng đội của mình chĩa súng vào các vệ sĩ để bảo vệ cô thực hiện nhiệm vụ y tế. |                  |                     |
| 4 | "Tập 4"          | 3 tháng 3 năm 2016  |
| Ca phẫu thuật của lãnh đạo Mubarak diễn ra trong sự căng thẳng nhưng cuối cùng cũng thành công. Vì hành động chống lại mệnh lệnh, Shi-jin ngay lập tức bị tước bỏ chức vụ và bị giam giữ. Sau khi Mubarak tỉnh lại, tình hình chính trị được giải quyết êm đẹp. Tuy Shi-jin được thả nhưng vẫn phải đối mặt với kỷ luật và nhận hình phạt trừ lương cùng việc bị xóa tên khỏi danh sách đề bạt thăng cấp. Mo-yeon cảm thấy có lỗi và muốn nhận trách nhiệm thay anh, nhưng Shi-jin ngăn cô lại và giải thích rằng quyết định này xuất phát từ nguyên tắc và danh dự của một quân nhân. Lúc Dae-young có mặt tại sân bay để đi về Hàn Quốc, anh tình cờ gặp Myung-joo cùng lúc xuất hiện ở đó. Myung-joo trách móc Dae-young lại tiếp tục né tránh, cô bật khóc nhớ lại câu chuyện quá khứ và những lần hẹn hò cùng anh. Cuối tập phim, Shi-jin và Mo-yeon cùng nhau uống rượu và trò chuyện, sau đó anh tiến tới và trao cho cô một nụ hôn. |                  |                     |
| 5 | "Tập 5"          | 9 tháng 3 năm 2016  |
| Mo-yeon cùng Shi-jin đi tìm một bệnh nhi bị ngộ độc chì bỏ trốn. Nhân vật phản diện bắt đầu xuất hiện. Shi-jin đối đầu với một kẻ buôn lậu và nhận ra đó là David Agus, đồng đội cũ mà anh từng liều mạng giải cứu trong một nhiệm vụ ở quá khứ. Agus giờ đây trở thành thủ lĩnh một tổ chức tội phạm và tay buôn vũ khí, hợp tác với quản lý công trường Jin Young-soo để buôn lậu kim cương. Mo-yeon đã tự ý lái xe, làm chệch hướng và mắc kẹt tại một vách đá trước khi lao thẳng xuống biển. Shi-jin nhanh chóng có mặt và giải cứu bằng cách lao cả chiếc xe xuống biển rồi cứu cô lên bờ. Vụ việc này khiến Mo-yeon nhận ra tính chất nguy hiểm thật sự trong công việc của Shi-jin. Shi-jin thông báo anh phải trở về Hàn Quốc mà không hề báo trước cho Mo-yeon, khiến cô thất vọng. Cuối tập phim, Shi-jin thẳng thừng thắc mắc về cảm xúc của Mo-yeon sau nụ hôn. |                  |                     |
| 6 | "Tập 6"          | 10 tháng 3 năm 2016 |
| Mo-yeon thừa nhận sức hút của Shi-jin nhưng cũng bày tỏ nỗi sợ hãi về công việc đầy nguy hiểm của anh. Trở về Hàn Quốc, Shi-jin gặp lại Dae-young. Họ cùng nhau thưởng thức cảm giác tự do với đời thường và tâm sự về cuộc đời. Lúc Mo-yeon cùng đội y tế của cô chuẩn bị lên đường về Hàn Quốc, bỗng dưng một trận động đất mạnh 6,7 độ richter tàn phá Uruk, tâm điểm là nhà máy điện nơi đội y tế đang làm việc bị sụp đổ hoàn toàn. Họ quyết định hủy chuyến bay, quay trở lại căn cứ và lao đến hiện trường thảm họa để cứu người. Giữa khung cảnh hỗn loạn, đội của Mo-yeon nhanh chóng phân loại bệnh nhân để ưu tiên cấp cứu. Nhận được tin, quân đội Hàn Quốc lập tức điều động một đội đặc nhiệm đến Uruk, trong đó có Shi-jin và Dae-young. Khi chiếc trực thăng cứu viện đáp xuống, Shi-jin và Mo-yeon gặp lại nhau giữa đống đổ nát. |                  |                     |
| 7 | "Tập 7"          | 16 tháng 3 năm 2016 |
| Công cuộc cứu hộ đầy khủng hoảng và cũng đầy rẫy nguy hiểm. Mo-yeon và Myung-joo phải thực hiện một ca phẫu thuật ngoài trời ngay tại hiện trường trong điều kiện ô nhiễm để cứu bệnh nhân. Tiếp đến, Shi-jin và Mo-yeon sớm phát hiện hai người công nhân bị mắc kẹt trong một tình thế nan giải: việc giải cứu người này sẽ trực tiếp gây ra cái chết cho người kia. Shi-jin giao cho Mo-yeon quyền đưa ra lựa chọn về việc ai có cơ hội sống sót cao hơn. Giữa sự hỗn loạn, quản lý Jin liên tục gây áp lực đòi các binh sĩ ưu tiên tìm kiếm số kim cương của hắn, nhưng Shi-jin từ chối và khẳng định nhiệm vụ của người lính là bảo vệ mạng sống con người. Dựa trên đánh giá y tế rằng một nạn nhân khó có thể qua khỏi ngay cả khi được cứu, Mo-yeon quyết định ưu tiên người còn lại. Đội cứu hộ tập trung nỗ lực và đưa người công nhân còn sống đến khu y tế để phẫu thuật. Dae-young và Myung-joo cuối cùng cũng tái hợp. Mo-yeon khâu vết thương trên vai cho Shi-jin sau khi anh bị thương do che chắn cho quản lý Jin. Cảm nhận được sự quan tâm của cô, Shi-jin thú nhận rằng anh rất nhớ cô và không thể ngừng suy nghĩ về cô.                       |                  |                     |
| 8 | "Tập 8"          | 17 tháng 3 năm 2016 |
| Mo-yeon nhận thông tin, gọi điện báo tin thiệt hại và gửi lời vĩnh biệt của Tổ trưởng Go cho gia đình ông. Agus đe dọa quản lý Jin, yêu cầu tìm lại số kim cương bị chôn vùi trong văn phòng nơi công nhân sống sót cuối cùng, Kang Min-jae, đang mắc kẹt. Chiến dịch cứu hộ chuyển sang khu vực văn phòng và một cơn dư chấn tiếp tục xảy ra. Shi-jin ngăn cản Mo-yeon vào khu vực nguy hiểm. Anh cùng Dae-young vào trong để sơ cứu cho Min-jae theo hướng dẫn của cô qua bộ đàm. Quản lý Jin vì muốn lấy lại kim cương nên đã dùng máy xúc đào bới bên ngoài, gây ra rung chuyển mạnh và khiến Shi-jin và Min-jae bị mắc kẹt. Cuối cùng, Dae-young phá được đống đổ nát và giải cứu cả hai. Quân đội thông báo sẽ có chuyến bay đưa đội y tế về nước. Khi mạng di động được khôi phục, cả đội liên lạc được với thế giới bên ngoài. Mo-yeon dùng điện thoại phát nhạc cho cả quân khu nhưng vô tình phát luôn cả đoạn ghi âm lời trăng trối của cô dành cho Shi-jin tại vách đá. |                  |                     |
| 9 | "Tập 9"          | 23 tháng 3 năm 2016 |
| Cảm thấy rất xấu hổ về chuyện đoạn thu âm trăng trối, Mo-yeon cố gắng trốn tránh nhưng Shi-jin liên tục tìm cách đối diện và trêu chọc cô. Họ đi dạo bằng chiếc xe và mắc kẹt tại một bãi mìn do trận động đất làm thay đổi địa hình. Trong khoảnh khắc đối mặt với hiểm nguy đó, Mo-yeon chính thức thừa nhận tình cảm của với Shi-jin. Mặc dù Tổng tư lệnh Yoon cho phép Dae-young hẹn hò với Myung-joo nhưng ông ràng buộc anh phải xuất ngũ đi làm nghề khác. Agus rất tức giận khi phát hiện số kim cương trong két đã bị lấy đi. Quản lý Jin đã kịp thời đánh cắp và đem nuốt toàn bộ vào bụng, rồi hắn tìm cách trốn sang Hàn Quốc nhưng bất thành vì bị băng nhóm của Agus truy lùng. Shi-jin và Mo-yeon điều tra về những đứa trẻ bị mắc bệnh sởi. Qua lời kể của cô bé Fatima, họ phát hiện ra một ngôi làng là nơi giam giữ những đứa trẻ mồ côi bị bắt cóc để buôn bán. Tại đây, Shi-jin và Mo-yeon đối đầu với Agus. Fatima bước từ sau lưng Agus và bắn hắn trọng thương. Lúc này, Mo-yeon rơi vào tình thế khó xử giữa lương tâm và y đức rằng với tư cách là một bác sĩ thì cô phải cứu mạng hắn. Shi-jin ra lệnh cho cô phải làm nhiệm vụ của mình. |                  |                     |
| 10 | "Tập 10"         | 24 tháng 3 năm 2016 |
| Mo-yeon phẫu thuật cứu sống Agus và Agus cảnh báo Mo-yeon rằng ở gần một người như Shi-jin sẽ khiến cô gặp nguy hiểm. Shi-jin nhận được mệnh lệnh không can thiệp vào hoạt động của Agus, vì hắn đang là một quân bài quan trọng trong một cuộc đảo chính được CIA hậu thuẫn. Mặc dù lo lắng cho sự an toàn của những đứa trẻ trong làng nhưng Shi-jin buộc phải tuân lệnh và bảo Mo-yeon rằng chúng đã được chuyển đến nơi an toàn. Fatima lấy trộm thuốc giảm đau của trạm y tế và bị lừa vào một cái bẫy. Shi-jin cùng Mo-yeon đến giải cứu cô bé khỏi một nhóm buôn vũ khí. Diễn biến lên cao trào khi quản lý Jin bị bắt giữ và được đưa đến khu y tế để phẫu thuật lấy số kim cương hắn đã nuốt. Trong quá trình phẫu thuật và bị máu bắn văng tung tóe, Mo-yeon và Myung-joo phát hiện ra quản lý Jin bị nhiễm virus M3 cấp độ M, một loại virus nguy hiểm chết người gần giống Ebola. Phòng phẫu thuật lập tức bị cách ly. Khi kết quả xét nghiệm được gửi về, Dae-young đi thẳng vào phòng cách ly và ôm chặt lấy Myung-joo, khiến cô nhận ra rằng mình đã bị nhiễm bệnh.                                                                                   |                  |                     |
| 11 | "Tập 11"         | 30 tháng 3 năm 2016 |
| Myung-joo và những người tiếp xúc bao gồm cả Dae-young đều phải thực hiện cách ly nghiêm ngặt. Mo-yeon chịu trách nhiệm chính trong việc kiểm soát dịch bệnh, trong khi Shi-jin cố gắng duy trì tinh thần cho toàn đội. Tình hình trở nên tồi tệ hơn khi sức khỏe của Myung-joo suy giảm nhanh chóng, đúng vào lúc Agus xuất hiện và tiết lộ mình đang nắm giữ thuốc điều trị. Hắn dàn dựng một vụ cướp xe chở thuốc và ép Shi-jin phải giao nộp toàn bộ số kim cương. Sau khi có được thuốc, tình trạng của Myung-joo bắt đầu cải thiện. Tuy nhiên, ngay sau đó, Mo-yeon bị lừa đến một địa điểm khác và bị Agus bắt cóc. Agus dùng Mo-yeon làm con tin để ép Shi-jin bảo vệ hắn trong một phi vụ buôn vũ khí sắp tới. Bất chấp mệnh lệnh không được can thiệp từ cấp trên, Shi-jin quyết định hành động một mình. Anh cởi bỏ quân phục và chuẩn bị thực hiện nhiệm vụ giải cứu. Dae-young phát hiện ra ý định của bạn thân và nhận ra mối nguy hiểm cực độ mà Shi-jin sắp phải đối mặt. |                  |                     |
| 12 | "Tập 12"         | 31 tháng 3 năm 2016 |
| Nhận thấy đồng đội hành động đơn lẻ, Dae-young cùng đội Alpha bí mật cởi quân phục để đi theo hỗ trợ Shi-jin. Shi-jin đột nhập thành công vào căn cứ của Agus và phát hiện một nhóm trẻ em bị buôn bán đang bị giam giữ. Đúng lúc Agus ra lệnh thủ tiêu bọn trẻ, Shi-jin can thiệp và được đội Alpha đến yểm trợ kịp thời. Họ nhanh chóng phối hợp, một nhóm đưa những đứa trẻ đến nơi an toàn trong khi Shi-jin và Dae-young tiến đến giải cứu Mo-yeon. Cuộc đối đầu lên đến đỉnh điểm khi Agus cài bom lên áo của Mo-yeon và đem cô làm lá chắn. Tuy nhiên, Shi-jin chính xác bắn hỏng bộ kích nổ trên vai cô. Ngay sau đó, đồng đội của anh gỡ thành công quả bom chỉ vài giây trước khi nó phát nổ. Lúc Agus vùng dậy tấn công lần cuối, Shi-jin kết liễu người đồng đội cũ để bảo vệ Mo-yeon. Sau biến cố, Mo-yeon đối mặt với Shi-jin, không phải vì giận dữ mà vì nỗi sợ hãi khi phải chấp nhận cuộc sống đầy hiểm nguy của anh. Cuối cùng, Mo-yeon quyết định sẽ cố gắng đối mặt với thực tế đó. Họ làm hòa và khẳng định lại tình cảm dành cho nhau. |                  |                     |
| 13 | "Tập 13"         | 6 tháng 4 năm 2016  |
| Đội ngũ y tế của Mo-yeon trở về Hàn Quốc và được chào đón tại bệnh viện Haesung. Mo-yeon quyết định xin nghỉ việc để mở phòng khám riêng nhưng bị ngân hàng từ chối cho vay. Điều này buộc cô phải hạ mình quay lại xin giám đốc Han nhận lại làm việc, chấp nhận bị giáng chức. Trong khi đó, đội Alpha cũng trở về và có một cuộc vui kéo dài ba ngày. Dae-young nộp đơn xin giải ngũ cho Tổng tư lệnh Yoon để có thể ở bên cạnh Myung-joo. Biết được, Myung-joo cảm thấy bị xem nhẹ và cãi nhau với Dae-young. Shi-jin có những khoảnh khắc ngọt ngào bên Mo-yeon và tặng cô một chiếc vòng cổ. Sau đó, anh được gọi đi làm nhiệm vụ bảo vệ cho một cuộc đàm phán hòa bình Nam–Bắc Triều Tiên tại Bình Nhưỡng. Tại đây, Shi-jin gặp lại Thượng úy Ahn, chỉ huy Bắc Triều Tiên mà anh từng đối đầu trong tập 1. Đột ngột tại Seoul, Thượng úy Ahn được đưa đến phòng cấp cứu của bệnh viện Haesung trong tình trạng nguy kịch với nhiều vết thương do đạn bắn. Không chỉ vậy, một chiếc xe cấp cứu khác lao tới. Mo-yeon chết lặng khi chứng kiến Shi-jin đang bất tỉnh và bê bết máu.                                                                             |                  |                     |
| 14 | "Tập 14"         | 7 tháng 4 năm 2016  |
| Mo-yeon đưa Shi-jin vào phòng phẫu thuật và cứu sống anh. Một đoạn hồi tưởng tiết lộ Thượng úy Ahn đã tìm đến Shi-jin và Dae-young để nhờ giúp đỡ vì không tin tưởng phe mình, nhưng họ đã bị phục kích. Sau khi tỉnh lại, Thượng úy Ahn cố gắng thoát thân khỏi Haesung và Shi-jin thuyết phục anh rằng bác sĩ Hàn Quốc là phe trung lập. Chính phủ Triều Tiên yêu cầu trao trả Thượng úy Ahn, trong khi có thông tin anh là nghi phạm của Interpol. Shi-jin sắp xếp một cuộc nói chuyện riêng với Thượng úy Ahn, tại đây Thượng úy Ahn tiết lộ mình đang thực hiện nhiệm vụ tiêu diệt những kẻ phản bội trong hàng ngũ và kẻ chủ mưu chính là Trung tướng Choi Ji-ho. Sau đó, Shi-jin để đưa cho anh một gói bánh bên trong có gắn thiết bị nghe lén. Trong cuộc đối đầu với Trung tướng Choi, Thượng úy Ahn đã buộc ông ta phải thừa nhận tội lỗi. Shi-jin dùng súng bắn tỉa để bắn Thượng úy Ahn theo ám hiệu đã định sẵn. Toàn bộ cuộc đối thoại và lời thú tội của Trung tướng Choi đã được ghi lại. Khủng hoảng được giải quyết, quan hệ hai miền Triều Tiên có bước đột phá.                                                                                 |                  |                     |
| 15 | "Tập 15"         | 13 tháng 4 năm 2016 |
| Sau khi Shi-jin xuất viện, đội Alpha nhận được lệnh triệu tập cho một nhiệm vụ mới kéo dài 3 tháng ở nước ngoài. Dae-young đã chọn tham gia nhiệm vụ. Sau khi tạm biệt Mo-yeon và Myung-joo, Shi-jin và Dae-young cùng nhau lên đường. Nhiệm vụ diễn ra suôn sẻ cho đến gần ngày cuối cùng, một bi kịch đã xảy ra. Shi-jin và Dae-young được cho là đã hy sinh trong một vụ nổ lớn. Tin tức về cái chết của họ được gửi về Hàn Quốc. Mo-yeon và Myung-joo hoàn toàn suy sụp, đau khổ và nấc nghẹn sau khi họ nhận được thư tuyệt mệnh từ người mình yêu. Đúng một năm sau, Mo-yeon tập trung làm việc và đến Albania làm tình nguyện viên, còn Myung-joo thì trở lại Uruk. Tại một sa mạc ở Albania, Mo-yeon bất ngờ nghe thấy giọng nói của Shi-jin qua bộ đàm. Ngay sau đó, anh xuất hiện từ phía xa. Tập phim kết thúc bằng cảnh hai người đoàn tụ với nhau. |                  |                     |
| 16 | "Tập 16"         | 14 tháng 4 năm 2016 |
| Tương tự như Shi-jin, Dae-young cũng trở về trong vòng tay của Myung-joo tại Uruk. Cả hai người bạn trai giải thích với bạn gái rằng họ đã bị kẻ địch bắt giữ sau một vụ nổ và bị giam cầm nhiều tháng, nhưng may mắn được Thượng úy Ahn cứu thoát ngay trước khi bị hành quyết. Các mối quan hệ khác cũng đi đến một kết thúc có hậu. Chuyện tình cảm của Dae-young và Myung-joo cuối cùng cũng được Tổng tư lệnh Yoon chấp thuận trong sự tự hào. Mối tình đơn phương kéo dài 20 năm của bác sĩ Song Sang-hyun cũng được y tá Ha Ja-ae đáp lại. Hậu duệ Mặt Trời kết thúc bằng cảnh cả đội Uruk đang dự đám cưới của Daniel và y tá Ri tại Canada thì một ngọn núi lửa bất ngờ phun trào. Ngay lập tức, đội ngũ quân nhân và y bác sĩ gác lại chuyện cá nhân, cùng nhau chuẩn bị cho một nhiệm vụ mới, khẳng định tinh thần cống hiến và sứ mệnh bảo vệ con người của họ. |                  |                     |
| Tập phim đặc biệt |                  |                     |
| ĐB1 | "Tập đặc biệt 1" | 20 tháng 4 năm 2016 |
| Tóm tắt nội dung Hậu duệ Mặt Trời bằng những cảnh quay quan trọng từ tập 1 đến giữa tập 7. |                  |                     |
| ĐB2 | "Tập đặc biệt 2" | 21 tháng 4 năm 2016 |
| Tiếp tục tóm tắt nội dung Hậu duệ Mặt Trời bằng những cảnh quay quan trọng từ giữa tập 7 đến hết tập 16. |                  |                     |
| ĐB3 | "Tập đặc biệt 3" | 22 tháng 4 năm 2016 |
| Toàn cảnh hậu trường thực hiện Hậu duệ Mặt Trời trong suốt 258 ngày, tập trung vào chia sẻ của các diễn viên và những thách thức mà đoàn phim phải đối mặt. |                  |                     |

## Sản xuất

### Phát triển

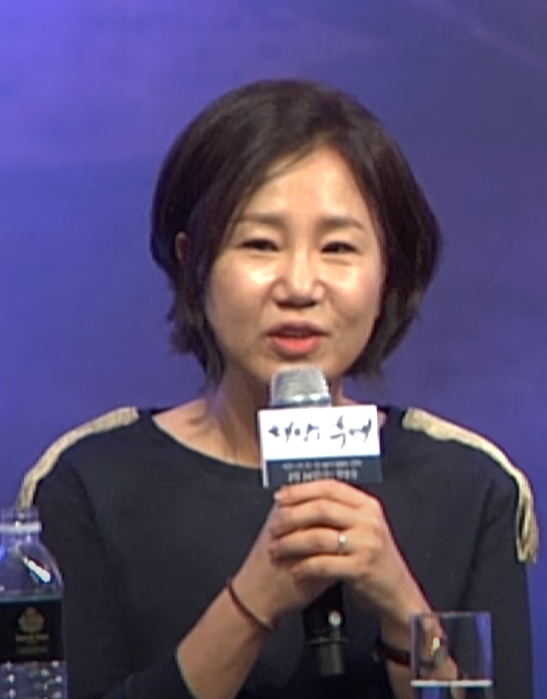
Kim Eun-sook là nhà biên kịch của Hậu duệ Mặt Trời. Kịch bản ban đầu không thành công đã khiến cô phải sửa lại toàn bộ dựa trên kịch bản của nhà biên kịch khác.

Ngày 18 tháng 2 năm 2014, công ty sản xuất phim truyện truyền hình Hàn Quốc Hwa&Dam Pictures thông báo nhà biên kịch Kim Eun-sook sẽ bắt tay hợp tác với Kim Won-seok để biên soạn một bộ phim truyền hình mới mang tên Hậu duệ Mặt Trời (tiêu đề này khi đó vẫn được xem là chưa chính thức). Hwa&Dam cho biết tác phẩm đan xen thể loại lãng mạn và quân sự này sẽ là một bom tấn về đề tài nhân văn hiếm thấy trong các bộ phim truyền hình Hàn Quốc từ trước đến nay. Nhà đài SBS trở thành kênh phát sóng ban đầu của phim.
Kim Eun-sook bắt tay lên ý tưởng cho Hậu duệ Mặt Trời vào khoảng năm 2011. Việc kịch bản nháp Hậu duệ Mặt Trời ban đầu không được giới chuyên môn phim truyền hình đánh giá cao đã trở thành mối lo ngại đối với Kim Eun-sook. Do vậy, cô đành phải chỉnh sửa lại toàn bộ và chắp vá thêm kịch bản sẵn có của người khác. Kim Eun-sook lựa chọn lồng ghép kịch bản Doctors Without Borders (국경없는 의사회; dịch nghĩa đen: "Bác sĩ không biên giới") từng đoạt giải của đồng biên kịch phim Kim Won-seok. Về quá trình hợp tác, Kim Won-seok cho biết anh và Kim Eun-sook đã cùng nhau tái cấu trúc Doctors Without Borders và viết lại kịch bản cho Hậu duệ Mặt Trời. Họ làm việc theo không gian mở: cùng đóng góp ý tưởng, chỉnh sửa cốt truyện, đề xuất và tranh luận cho đến khi đạt được đồng thuận chung. Hai nhà biên kịch phần lớn đều lấy cảm hứng sáng tác kịch bản từ việc biết ơn công việc cực nhọc liên quan đến thảm họa, xung đột, dịch bệnh, chia cắt,... của những tổ chức như Tầm nhìn Thế giới, dịch vụ y tế thường trực tổng đài 119 và Bác sĩ không biên giới, cũng như các cựu thành viên Lực lượng Vũ trang Hàn Quốc.
Kim Eun-sook chỉnh sửa lại Doctors Without Borders bằng cách tăng cường các yếu tố kịch tính và thay đổi nghề nghiệp ban đầu của Yoo Shi-jin từ bác sĩ thành sĩ quan Lục quân Hàn Quốc. Nữ biên kịch bật mí rằng những nhiệm vụ đóng quân hư cấu tại Uruk tượng trưng cho việc triển khai Sư đoàn Zaytun của quân đội Hàn Quốc tới Iraq vào năm 2004. Bối cảnh và tiêu đề Hậu duệ Mặt Trời cũng ám chỉ đến thành bang Uruk của người Sumer cổ đại và Sử thi Gilgamesh. Kim Won-seok ca ngợi cách làm việc của Kim Eun-sook, đặc biệt là khả năng cô làm mới lại các tình tiết cũ có thể khiến khán giả cảm động sau này. Anh thừa nhận đã học được nhiều điều từ Kim Eun-sook trong quá trình hợp tác xây dựng Hậu duệ Mặt Trời, đồng thời tiết lộ lúc Kim Eun-sook "viết một cảnh lãng mạn mà cô ấy hái ra tiền, tôi lại viết một phân cảnh cô ấy tiêu tiền." Nhằm đảm bảo tính chân thực của kịch bản, Kim Won-seok từng mời các chuyên gia phê bình phim truyền hình, những người có chuyên môn trong lĩnh vực bác sĩ và quân đội Hàn Quốc để bình duyệt.
Cuối tháng 7 năm 2014, Hwa&Dam rút lui khỏi quá trình sản xuất và giao bộ phim lại cho Barunson Inc. Công ty Next Entertainment World (NEW) trở thành nhà đầu tư và phân phối cho Hậu duệ Mặt Trời. Cùng với đó, Kim Eun-sook rời khỏi SBS sau 12 năm làm việc và SBS cũng quyết định không phát sóng Hậu duệ Mặt Trời. Nhà đài cho rằng dự án tập trung vào đề tài chiến tranh và thảm họa ở nước ngoài, khả năng cao là không thành công và khó nhận tài trợ từ việc giới thiệu sản phẩm do các nhân vật mặc quân phục. Nhiều đài truyền hình Hàn Quốc khác cũng từ chối vì quy mô Hậu duệ Mặt Trời mang tính "bom tấn" và kinh phí quá khủng cho một bộ phim truyền hình (ban đầu được cho là lên tới 30 tỷ won). Tháng 10 năm 2014, đài KBS quyết định đảm nhận phát sóng Hậu duệ Mặt Trời. Họ bàn bạc lại với Kim Eun-sook về quá trình sản xuất ở giai đoạn nửa đầu năm 2015.

### Tiền kỳ
Ngày 13 tháng 11 năm 2014, Lee Eung-bok được công bố trở thành đạo diễn của Hậu duệ Mặt Trời. Anh sở hữu phong cách chỉ đạo tinh tế, khiến người thưởng thức phim truyền hình cảm thấy như mình đang xem một bộ phim chiếu rạp tại gia, hoàn toàn phù hợp với ý tưởng chủ đề của phim.  Đội ngũ làm phim Hậu duệ Mặt Trời bắt đầu khảo sát nhiều nơi ở bên ngoài Hàn Quốc vào nửa cuối năm 2014, và chốt được địa điểm ghi hình tại một hòn đảo của đất nước Hy Lạp. Vì kịch bản đã gần như hoàn chỉnh và quan trọng nhất là nhằm đáp ứng đặc điểm của thị trường phim truyền hình tại Trung Quốc, Hậu duệ Mặt Trời sẽ hoàn toàn được ghi hình 100% trước khi lên sóng chính thức (được gọi là tiền sản xuất), thay cho phương pháp cuốn chiếu truyền thống. Tuy nhiên, phong cách dựng phim này lại là thách thức trong việc nhận tài trợ thương hiệu do áp lực thời gian và khó đảm bảo lịch phát sóng đúng thời hạn. Bên cạnh đó, chất lượng diễn xuất và hậu kỳ cũng là bài toán cần cân nhắc. Theo đoàn làm phim, quyết định tiền sản xuất không phải nhằm nâng cao chất lượng sáng tạo hay để phù hợp với việc quay phim ở nước ngoài, mà đây là nhu cầu không thể tránh khỏi. Ban đầu, họ đã cân nhắc định dạng tiền sản xuất bán phần do chi phí 100% sản xuất toàn bộ là quá cao so với mặt bằng chung phim truyền hình Hàn Quốc tại thời điểm đó.
Giữa tháng 1 năm 2015, một số diễn viên Hàn Quốc hàng đầu được Kim Eun-sook cân nhắc lựa chọn phân vai nhân vật chính cho Hậu duệ Mặt Trời. Trong khi vẫn còn đang nhập ngũ, Song Joong-ki nhận lời mời từ nhà biên kịch để đóng vai nhân vật nam chính cho bộ phim và thể hiện sự trở lại của anh trong điện ảnh. Kim Eun-sook cũng nhắm đến nữ diễn viên Song Hye-kyo, thỏa thuận và bàn giao vai diễn nhân vật nữ chính Hậu duệ Mặt Trời cho cô. Tin tức về việc cặp diễn viên nhận vai chính Hậu duệ Mặt Trời nhanh chóng nhận được nhiều sự quan tâm, xuất phát từ những vai diễn thành công liền trước của họ: Song Joong-ki với Chàng trai tốt bụng (2012); Song Hye-kyo với Gió đông năm ấy (2013) và Những tháng 5 rực rỡ (2014). Ngày 2 tháng 4 năm 2015, NEW và Barunson xác nhận nam diễn viên Jin Goo và nữ diễn viên Kim Ji-won sẽ tham gia vào vai chính của phim. Kịch bản hé lộ Song Joong-ki vào vai Yoo Shi-jin là sĩ quan dẫn đầu một đội được điều động ra nước ngoài; Song Hye-kyo vào vai nữ bác sĩ quyến rũ Kang Mo-yeon; Jin Goo vào vai sĩ quan Seo Dae-young cùng đơn vị với Shi-jin; Kim Ji-won vào vai nữ bác sĩ quân y Yoon Myung-joo. Shi-jin sẽ có mối quan hệ lãng mạn với Mo-yeon, còn Dae-young thì với Myung-joo.
Ngày 13 tháng 4 năm 2015, công ty giải trí SM Entertainment xác nhận Onew của nhóm nhạc nam Shinee sẽ đóng vai phụ là bác sĩ hậu bối của Mo-yeon trong Hậu duệ Mặt Trời. Ngày 26 tháng 5, KBS cho biết nam diễn viên Kang Shin-il và nữ diễn viên Seo Jeong-yeon sẽ tham gia dự án phim, trong đó vai của Kang Shin-il ban đầu sẽ là bố của Yoo Shi-jin. Đầu tháng 6 năm 2015, KBS công bố thêm dàn diễn viên phụ sẽ tham gia Hậu duệ Mặt Trời gồm các nữ diễn viên Jo Woo-ri, Hyun Jyu-ni và nam diễn viên Lee Seung-joon, Lee Yi-kyung. Nhà đài cho biết: Jo Woo-ri vào vai bạn đời của Onew; Hyun Jyu-ni vào vai bạn thân của Song Hye-kyo; Lee Seung-joon vào vai tiền bối của Song Hye-kyo và là người yêu của Seo Jeong-yeon; Lee Yi-kyung đóng vai trò làm một trong những nhân vật trung tâm trong những diễn biến đầu của phim. Ngày 8 tháng 6, nam diễn viên Jo Jae-yoon xác nhận thủ vai quản lý công ty xây dựng và được phân vai phản diện với Shi-jin và Dae-young.
Tháng 6 năm 2015, Baek Sang-hoon được công bố hợp tác đạo diễn với Lee Eung-bok, xuất phát từ việc anh từng hợp tác với Lee Eung-bok để đạo diễn Bí mật kinh hoàng (2013). Tổng cộng hơn 350 nhân sự bao gồm diễn viên và nhân viên được tuyển chọn tham gia vào quá trình thực hiện Hậu duệ Mặt Trời. Tháng 10 năm 2014, công ty Huace Media Investment có trụ sở tại Hồng Kông mua lại 13% cổ phần của NEW với mức giá 323 triệu nhân dân tệ (53,5 tỷ won), giúp NEW có đủ khả năng chi trả chi phí sản xuất Hậu duệ Mặt Trời. Ngày 6 tháng 4 năm 2015, NEW thông báo nhận đầu tư từ Lee Kim Production cho quá trình sản xuất phim. Khoảng đầu tháng 6 năm 2015, Trung Quốc mua lại bản quyền phát hành Hậu duệ Mặt Trời với mức giá đắt đỏ. Thương vụ này một phần là do biên kịch Kim Eun-sook và nữ diễn viên Song Hye-kyo rất có danh tiếng ở Trung Quốc, giúp bù vào kinh phí đầu tư của quá trình dựng phim. Hậu duệ Mặt Trời nhận thêm hỗ trợ sản xuất từ KBS và thương hiệu cà phê nhượng quyền Dal.komm của Danal.

### Quay phim
Ngày 28 tháng 5 năm 2015, các diễn viên nhận được kịch bản Hậu duệ Mặt Trời. Các buổi thảo luận về kịch bản giữa diễn viên với ban chỉ đạo được tổ chức, cho đến khi phim chính thức bấm máy vào ngày 12 tháng 6. Đoàn phim cho biết do Hậu duệ Mặt Trời được sản xuất 100% trước khi chiếu vào nửa cuối năm 2015 nên mọi người đều tranh thủ ghi hình sớm. Dàn diễn viên tập trung ghi hình bộ phim tại nhiều địa điểm ở Hàn Quốc trong vòng gần 3 tháng, gồm khu quân sự và bệnh viện. Đến tháng 7 năm 2015, diễn viên chính Song Joong-ki mới có mặt trong đoàn phim để ghi hình. Anh đăng tải những bức hình chụp hậu trường cho thấy các cảnh quay tại Seoul trong hai tập phim Hậu duệ Mặt Trời đầu tiên được ghi hình vào khoảng đầu đến giữa tháng 7 năm 2015. Cả Lực lượng Vũ trang Hàn Quốc lẫn Bộ Văn hóa, Thể thao và Du lịch Hàn Quốc đều tham gia hỗ trợ đoàn phim Hậu duệ Mặt Trời trong quá trình dựng phim. Những phân đoạn lấy bối cảnh quốc gia giả tưởng Uruk không được quay hoàn toàn ở nước ngoài. Thay vào đó, đoàn phim ghi hình tại phim trường được dàn dựng ở thành phố Taebaek, tỉnh Gangwon với quy mô diện tích 19500 m2 và phim trường trong nhà riêng biệt ở thành phố Anseong, tỉnh Gyeonggi. Bối cảnh của Uruk lấy cảm hứng từ đất nước Iraq.
Trong quá trình ghi hình, đội ngũ Hậu duệ Mặt Trời bỏ ra 2 tỷ won cho chi phí nghệ thuật và một lượng chi phí đáng kể để áp dụng kỹ xảo CGI cho phần lớn bối cảnh tại Uruk và những phân đoạn lúc xảy ra động đất. Phim còn tận dụng nhiều hiệu ứng hình ảnh (VFX) để tăng cường tính chân thực ở các cảnh quay chẳng hạn như bộc lộ cảm xúc của diễn viên, những pha hành động nguy hiểm và thậm chí điều chỉnh quảng cáo gián tiếp sao cho phù hợp với các thị trường quốc tế khác nhau (nhất là tại Trung Quốc). Vì là phong cách xây dựng kịch bản đặc trưng của Kim Eun-sook nên nội dung của Hậu duệ Mặt Trời diễn ra nhanh chóng hơn so với nhiều bộ phim truyền hình Hàn Quốc khác. Tốc độ tình tiết này giúp tạo cảm giác cuốn hút và khiến khán giả dễ dàng đắm chìm vào câu chuyện. Kim Eun-sook còn biên soạn lời thoại Hậu duệ Mặt Trời ngắn gọn, nhanh, táo bạo và rõ ràng, nhưng vẫn giữ được sự hài hước trong đó. Nhờ những câu thoại trực tiếp như vậy mà các nhân vật hoàn toàn có thể tái hiện cảm xúc mà không vòng vo. Cô còn sử dụng phong cách đảo ngược thành phần chủ–vị trong câu thoại Hậu duệ Mặt Trời nhằm tạo nhịp điệu "bóng bàn". Hậu duệ Mặt Trời triển khai hai mô hình phát triển cốt truyện đặc trưng của phim Hàn: "khoai lang" (고구마) qua tình tiết Shi-jin và Mo-yeon gặp gỡ, chia tay rồi lại tái hợp chỉ trong vòng 2 tập đầu tiên; và "rượu táo" (사이다) qua cảnh Shi-jin rủ Mo-yeon đi hẹn hò mà không "ràng buộc" và bày tỏ tình cảm với cô.
Đoàn phim chuyển sang Hy Lạp để tiếp tục ghi hình Hậu duệ Mặt Trời, từ ngày 28 tháng 9 đến ngày 2 tháng 11 năm 2015. Trước đó, một số người bày tỏ lo ngại Khủng hoảng nợ chính phủ Hy Lạp sẽ ảnh hưởng đến quá trình quay phim nhưng đội ngũ cam kết là sẽ không gặp vấn đề gì. Tại Hy Lạp, họ lựa chọn đảo Zakynthos để ghi hình nhiều cảnh thiên nhiên và vùng biển, tiêu biểu là cảnh hẹn hò trên du thuyền của Song Joong-ki và Song Hye-kyo tại bãi tàu đắm Navagio. Đến khoảng nửa cuối tháng 10 năm 2015, ê kíp hoàn thiện các cảnh quay tại Hy Lạp ở giai đoạn cuối. KBS thông báo hạn chót quay phim và xử lý hậu kỳ cho họ trong tháng 12 do phải nhường thời gian để Tổng cục Phát thanh Truyền hình Quốc gia của Trung Quốc kiểm duyệt trước khi phát hành cùng thời điểm tại Hàn Quốc. Diễn viên Ji Seung-hyun tiết lộ các tập còn lại tại Hàn Quốc của Hậu duệ Mặt Trời tiếp tục được thực hiện từ tháng 11 đến tháng 12 năm 2015, còn phân đoạn đầu tập 1 của anh thì được thực hiện vào khoảng tháng 8. Ngày 23 tháng 11 năm 2015, Song Joong-ki gặp chấn thương khi quay phân cảnh hành động khiến cho đoàn phim phải hoãn quay các cảnh của anh trong 2 tuần. Hậu duệ Mặt Trời chính thức đóng máy vào ngày 30 tháng 12 năm 2015 và được gửi qua Trung Quốc để kiểm duyệt nội dung trong vòng 60 ngày.
Ngày 22 tháng 2 năm 2016, buổi họp báo phát sóng phim được tổ chức tại một khách sạn ở Seoul. Đội ngũ sản xuất kết luận Hậu duệ Mặt Trời sẽ "là câu chuyện về những người trẻ tuổi tuyệt vời. Chắc chắn đây sẽ là một bộ phim truyền hình thú vị [...] Chúng tôi đã có thể tăng độ hoàn thiện của kịch bản thông qua quá trình tiền sản xuất." Kim Eun-sook thừa nhận Hậu duệ Mặt Trời là bộ phim truyền hình kỳ ảo hay nhất mà cô từng viết kịch bản. Sau khi hoàn thiện phim, nữ biên kịch đúc kết quá trình tiền sản xuất Hậu duệ Mặt Trời rằng là vừa có ưu điểm lẫn nhược điểm. Cô cho rằng vì kịch bản đã hoàn thiện nên các diễn viên có thể làm quen với nhân vật của mình và trò chuyện nhiều với đoàn làm phim. Kim Eun-sook khẳng định chính vì Hậu duệ Mặt Trời được tiền sản xuất nên cô không thể theo dõi được các biểu cảm của diễn viên trên màn ảnh thực, dẫn đến khó dự đoán cảm xúc nếu chỉ đọc lý thuyết trên mặt giấy. Cô luôn lo lắng Hậu duệ Mặt Trời có thể sẽ không được cảm động và diễn ra tốt như cô mong đợi. Kinh phí thực hiện Hậu duệ Mặt Trời là 13 tỷ won, đã hòa vốn trước ngày phát hành phim.

## Chủ đề
Hậu duệ Mặt Trời là một tác phẩm phim truyền hình Hàn Quốc thuộc thể loại lãng mạn, tâm lý tình cảm pha trộn với hành động. Bộ phim thể hiện nhiều chủ đề tiêu biểu tại Hàn Quốc mà theo các học giả Nurshazani Mustafha và Fariza Hanis Abdul Razak, những chủ đề này góp phần trở thành hoạt động ngoại giao văn hóa mà bất cứ khán giả nào, cả bên trong lẫn bên ngoài Hàn Quốc, đều cảm thấy gần gũi và chịu ảnh hưởng. Hậu duệ Mặt Trời kết hợp giữa yếu tố đạo đức truyền thống (lòng trung thành, hiếu thảo, đúng đắn) với lý tưởng hiện đại về tình yêu (bình đẳng, độc lập, tự do), chủ nghĩa yêu nước và tinh thần hòa bình quốc tế và viện trợ nhân đạo. Các nhân vật chính ưu tiên nghĩa vụ chuyên môn và vai trò cứu người hơn là chuyện tình cảm cá nhân trong những tình huống nguy cấp. Kịch bản Hậu duệ Mặt Trời còn gắn liền với tính hài hước và giữ nguyên mô típ Hoàng tử–Lọ Lem đặc trưng trong các bộ phim tình cảm Hàn Quốc.
Hậu duệ Mặt Trời cung cấp góc nhìn quan trọng về quan hệ quốc tế, định hình và phản ánh bản sắc dân tộc và chính sách đối ngoại của Hàn Quốc. Phim bình thường hóa vai trò quyết đoán và mang tính chủ nghĩa dân tộc của Hàn Quốc. Hậu duệ Mặt Trời đặc biệt hấp dẫn đối với nhóm nhân khẩu shinsedae (thế hệ mới) trẻ tuổi thường có quan điểm bảo thủ về an ninh nhưng thể hiện sự tự tin về tinh thần dân tộc so với các thế hệ trước. Bộ phim miêu tả những nhân vật Ả Rập dưới góc nhìn tích cực và khảo chỉ đến nhiều dự án xây dựng của Hàn Quốc vào những năm 1970, giúp mở rộng Làn sóng Hàn Quốc sang khán giả Ả Rập. Hậu duệ Mặt Trời chứng minh Hàn Quốc luôn hướng đến việc thống nhất với Bắc Triều Tiên, thể hiện quan hệ liên minh chặt chẽ giữa Hoa Kỳ và Hàn Quốc và khẳng định chủ nghĩa yêu nước của người Hàn Quốc cùng ý thức trách nhiệm quốc gia của họ bất kể địa vị. Dù tình tiết phi thực tế nhưng Hậu duệ Mặt Trời vẫn truyền tải thông điệp rằng một quân nhân sẽ sẵn sàng đặt công lý lên trên lợi ích chính trị.
Hậu duệ Mặt Trời miêu tả quân đội Hàn Quốc tựa như một tổ chức nuôi dưỡng và thay đổi cuộc sống thanh niên, đồng thời sử dụng giao tiếp phi ngôn ngữ để truyền tải chủ nghĩa nhân văn. Phim cho thấy Hàn Quốc là một quốc gia rất ảnh hưởng bởi triết lý Nho giáo lâu đời, dựa trên lời dạy của Khổng Tử. Hậu duệ Mặt Trời không chỉ khắc họa một nền văn hóa lãnh đạo gia trưởng, nơi các nhà lãnh đạo có quyền lực lớn nhưng cũng có nghĩa vụ phải chăm sóc cấp dưới, mà còn cất tiếng nói về mặt tiêu cực của hệ thống phân cấp quyền lực. Thậm chí, phim cho thấy lời dạy của Khổng Tử thường hay bị lạm dụng và hiểu sai dẫn đến khoảng cách quyền lực giữa cấp trên và cấp dưới. Hậu duệ Mặt Trời lồng ghép nhiều văn hóa đặc trưng của Hàn Quốc và cho thấy sự chiếm ưu thế của ngôn ngữ tiếng Hàn trong những tình huống cụ thể. Hình ảnh món kim chi được phục vụ ở Uruk không chỉ khẳng định bản sắc Hàn Quốc nơi xa xứ mà còn quảng bá món ăn này đến khán giả toàn cầu, giúp họ tìm đến "cảm giác Hàn Quốc". Ngoài ra, kim chi còn được kết hợp với văn hóa nói "cheese" lúc chụp hình.
Hậu duệ Mặt Trời tập trung vào những thành tựu hiện tại của Hàn Quốc, bỏ qua các khảo chỉ văn hóa đến quá khứ nghèo đói hoặc xung đột của nước này và bình thường hóa việc triển khai quân sự ở nước ngoài nhằm phản ánh vị thế tiên tiến của Hàn Quốc. Phim xây dựng hình tượng nhân vật nữ mặc trang phục hiện đại nhưng vẫn giữ khiêm tốn (không phương Tây hóa) và sức hấp dẫn đối với khán giả ở châu Á. Bối cảnh hư cấu của Uruk trong Hậu duệ Mặt Trời ám chỉ đến thành bang Sumer cổ đại và Sử thi Gilgamesh, nhằm kết nối các chủ đề về quyền lực, vinh quang, tình bạn, tình yêu và cái chết. Phim lý giải cơ sở hạ tầng do Hàn Quốc xây dựng và việc sử dụng chữ viết và ký hiệu Hàn Quốc ở Uruk có liên quan đến những nỗ lực xây dựng thương hiệu quốc gia của thủ đô Seoul trong năm 2016 và quyền lực mềm, theo học giả Patrick Flamm thì đây là các chiến dịch nhằm biến "đồ hạ giá của Hàn Quốc" thành "thương hiệu cao cấp" quốc gia.

## Nhạc phim
Nhà sản xuất âm nhạc Song Dong-woon (송동운) hợp tác với chỉ đạo âm nhạc và nhà soạn nhạc Gaemi (Kang Dong-yoon, 강동윤) để sản xuất nhạc phim (OST) Hậu duệ Mặt Trời. Song Dong-woon là người đứng sau những thành công của loạt bản hit OST truyền hình Hàn Quốc như Kẻ truy đuổi (2012), Chỉ có thể là yêu (2014), Three Days (2014), Pinocchio (2014–15) và Học đường 2015 (2015). Khoảng tháng 9 đến tháng 10 năm 2015, Song Dong-woon tuyển chọn từ 700 đến 800 bài hát do nghệ sĩ trình bày để làm OST cho Hậu duệ Mặt Trời. Sau khi sàng lọc toàn bộ bài hát không phù hợp trong quá trình dựng phim, đội ngũ làm phim chỉ chọn ra đúng 10 bài ưng ý nhất. Đại diện từ công ty sản xuất Hậu duệ Mặt Trời chia sẻ: "Chúng tôi đang nỗ lực tạo ra một album chất lượng, có giá trị sưu tầm, chứ không phải chỉ là một sản phẩm OST đơn thuần." Mặc dù vậy, 10 bản nhạc này cũng sẽ phải tiếp tục trải qua quá trình chỉnh sửa điệp khúc rất nhiều lần thì mới chính thức được đưa vào sử dụng trong phim. Các bản OST của nghệ sĩ trình bày được phát hành đĩa đơn hàng tuần vào thứ Năm từ ngày 18 tháng 2 năm 2016. Đối với các bản OST ballad và giao hưởng, 20 nhạc sĩ được thuê để biểu diễn hợp xướng kết hợp với dương cầm.
Bản OST đầu tiên của Hậu duệ Mặt Trời, "Always" của Yoon Mi-rae, kể về một tình yêu định mệnh, đôi khi đau lòng và đôi khi tuyệt vọng, đóng vai trò làm bài hát chủ đề tình yêu giữa Yoo Shi-jin và Kang Mo-yeon. "Everytime" của Chen và Punch sở hữu nhịp độ trung bình và giai điệu nhẹ nhàng lãng mạn của dàn nhạc. Ca từ bài hát thổ lộ tình cảm chân thành của một người đang yêu, cùng với MV lồng ghép nhiều phân cảnh ngọt ngào giữa Shi-jin và Mo-yeon. OST thứ ba, "This Love" (이 사랑) của Davichi, mang giai điệu đau lòng và dạt dào cảm xúc của nhạc cụ dương cầm nhằm thể hiện mối tình cấm đoán giữa Seo Dae-young và Yoon Myung-joo. "You Are My Everything" của Gummy là ca khúc chủ đề của cặp đôi chính, với lời bài hát chứa đựng lời chân thành về tình yêu định mệnh bắt đầu từ những sự trùng hợp lặp đi lặp lại. "Once Again" (다시 너를) của Kim Na-young và Mad Clown là OST thứ năm của Hậu duệ Mặt Trời kiêm bài hát chủ đề của mối quan hệ giữa Dae-young và Myung-joo, xuất hiện trong các phân cảnh các cặp đôi nhớ về nhau. Bài hát kết hợp giữa phần lời thể hiện nỗi đau của một tình yêu khó thành và nỗi nhớ người yêu đã chia tay, với giai điệu dương cầm buồn có giọng hát mơ màng cùng nền nhạc hip hop mang giọng rap dồn dập tha thiết.
Chỉ vài ngày sau khi ra mắt "Once Again", "Talk Love" (말해! 뭐해?) của K.Will tiếp tục được phát hành. Đây là bài hát tươi sáng, chứa âm thanh huýt sáo cùng những đoạn guitar phối hợp với piano nhịp nhàng. Lời bài hát của "Talk Love" thể hiện tình yêu giằng co giữa các cặp đôi dưới góc nhìn dí dỏm, khi tình cảm ngày càng lớn dần mà bản thân họ không hề hay biết. "With You" của Lyn là OST thứ bảy mang chủ đề về Shi-jin và Mo-yeon, được khai thác tối đa về mạch cảm xúc với giọng hát và nhạc cụ cao trào dần theo tiến trình. "By My Side" (사랑하자) của SG Wannabe là OST dành cho Dae-young và Myung-joo. Mang theo phần nhạc đệm buồn, chủ đề bài hát thể hiện mối tình không phải lúc nào cũng suôn sẻ của cặp đôi. "Wind Beneath Your Wings" (그대, 바람이 되어) của M.C the Max bắt đầu bằng giai điệu trữ tình và khi chuyển sang phần điệp khúc, âm thanh các nhạc cụ được thêm vào làm tăng thêm tâm trạng. Chủ đề bài hát thể hiện cuộc khủng hoảng của cặp đôi chính khi một người chịu tổn thương thể xác đầy mình, khiến người nghe liên tưởng đến một kết thúc buồn. OST thứ mười và cuối cùng của Hậu duệ Mặt Trời, "How Can I Love You" của XIA, là bản ballad jazz tiết tấu chậm, đóng vai trò làm nổi bật chuyện tình của các cặp đôi chính.
Giữa lúc phim đang phát sóng, công ty sản xuất OST Hậu duệ Mặt Trời OU Entertainment yêu cầu thực hiện gấp rút việc tái thu âm 4 bài hát và chỉnh sửa lại các tập phim sử dụng nhạc cũ vì họ không hài lòng với phần âm nhạc mà nhà sản xuất và giám đốc âm nhạc đã chuẩn bị trước. Họ đã làm việc lại với các ca sĩ để chỉnh sửa chi tiết bài hát sao cho phù hợp hơn với các cảnh quay trong phim, giúp người xem cảm động hơn trước. Music&New phát hành hai tập OST của Hậu duệ Mặt Trời dưới dạng đĩa CD lần lượt vào các ngày 24 tháng 3 và 21 tháng 4 năm 2016. Tính đến cuối năm 2016, theo số liệu của Gaon Chart, tổng doanh số hai tập album OST đạt tổng cộng 80.198 bản tại Hàn Quốc. Hai buổi hòa nhạc OST Hậu duệ Mặt Trời được tổ chức vào cùng ngày 14 tháng 5 năm 2016, trong đó có sự góp mặt của dàn nghệ sĩ thể hiện OST và diễn viên trong phim.
| Descendants of the Sun – Original Soundtrack Vol. 1 | Descendants of the Sun – Original Soundtrack Vol. 1 | Descendants of the Sun – Original Soundtrack Vol. 1 | Descendants of the Sun – Original Soundtrack Vol. 1 |
| STT                                                 | Nhan đề                                             | Nghệ sĩ                                             | Thời lượng                                          |
| --------------------------------------------------- | --------------------------------------------------- | --------------------------------------------------- | --------------------------------------------------- |
| 1.                                                  | "Always"                                            | Yoon Mi-rae                                         | 3:25                                                |
| 2.                                                  | "Everytime"                                         | Chen và Punch                                       | 3:08                                                |
| 3.                                                  | "This Love" (이 사랑)                               | Davichi                                             | 3:46                                                |
| 4.                                                  | "You Are My Everything"                             | Gummy                                               | 4:00                                                |
| 5.                                                  | "Once Again" (다시 너를)                            | Kim Na-young hợp tác với Mad Clown                  | 3:55                                                |
| 6.                                                  | "Save the Day"                                      | Gaemi                                               | 3:20                                                |
| 7.                                                  | "Mission Part 1"                                    | Gaemi                                               | 4:25                                                |
| 8.                                                  | "Time Is Running Out"                               | Gaemi                                               | 3:29                                                |
| 9.                                                  | "Hidden Genius"                                     | Gaemi                                               | 4:53                                                |
| 10.                                                 | "Endless War"                                       | Gaemi                                               | 2:48                                                |
| 11.                                                 | "My Everything"                                     | Gaemi                                               | 2:54                                                |
| 12.                                                 | "Heart Break"                                       | Gaemi                                               | 4:16                                                |
| 13.                                                 | "Military Dignity"                                  | Gaemi                                               | 2:08                                                |
| 14.                                                 | "Mission Part 2"                                    | Gaemi                                               | 6:14                                                |
| 15.                                                 | "I Love You"                                        | Gaemi                                               | 2:53                                                |
| 16.                                                 | "Aroma"                                             | Gaemi                                               | 1:56                                                |
| 17.                                                 | "War of Tomorrow"                                   | Gaemi                                               | 3:58                                                |
| 18.                                                 | "The Lover"                                         | Gaemi                                               | 3:25                                                |
| 19.                                                 | "You Are My Everything (English Version)"           | Gummy                                               | 4:00                                                |
| Tổng thời lượng:                                    | Tổng thời lượng:                                    | Tổng thời lượng:                                    | 1:08:52                                             |

| Descendants of the Sun – Original Soundtrack Vol. 2 | Descendants of the Sun – Original Soundtrack Vol. 2 | Descendants of the Sun – Original Soundtrack Vol. 2 | Descendants of the Sun – Original Soundtrack Vol. 2 |
| STT                                                 | Nhan đề                                             | Nghệ sĩ                                             | Thời lượng                                          |
| --------------------------------------------------- | --------------------------------------------------- | --------------------------------------------------- | --------------------------------------------------- |
| 1.                                                  | "Talk Love" (말해! 뭐해?)                           | K.Will                                              | 3:37                                                |
| 2.                                                  | "With You"                                          | Lyn                                                 | 4:15                                                |
| 3.                                                  | "By My Side" (사랑하자)                             | SG Wannabe                                          | 3:46                                                |
| 4.                                                  | "Wind Beneath Your Wings" (그대, 바람이 되어)       | M.C the Max                                         | 3:55                                                |
| 5.                                                  | "How Can I Love You"                                | XIA                                                 | 4:20                                                |
| 6.                                                  | "No More War"                                       | Gaemi                                               | 3:52                                                |
| 7.                                                  | "Always I Love You"                                 | Gaemi                                               | 2:42                                                |
| 8.                                                  | "Fighter"                                           | Gaemi                                               | 2:32                                                |
| 9.                                                  | "Mission 2 Epic Tension"                            | Gaemi                                               | 4:45                                                |
| 10.                                                 | "Lonely Road"                                       | Gaemi                                               | 4:18                                                |
| 11.                                                 | "Vital Fantasy"                                     | Gaemi                                               | 3:01                                                |
| 12.                                                 | "Love You 2"                                        | Gaemi                                               | 2:58                                                |
| 13.                                                 | "Don't Forget Me"                                   | Gaemi                                               | 3:30                                                |
| 14.                                                 | "Time Is Running Out (Version 2)"                   | Gaemi                                               | 3:41                                                |
| 15.                                                 | "Attention (Mission Version)"                       | Gaemi                                               | 3:25                                                |
| 16.                                                 | "Move Forward"                                      | Gaemi                                               | 3:41                                                |
| 17.                                                 | "Freedom"                                           | Gaemi                                               | 3:40                                                |
| 18.                                                 | "Attention O.R.I"                                   | Gaemi                                               | 1:51                                                |
| Tổng thời lượng:                                    | Tổng thời lượng:                                    | Tổng thời lượng:                                    | 1:03:32                                             |

| Bài hát                                           | Xếp hạng cao nhất | Doanh số               | Phần    |
| Bài hát                                           | Gaon              | Doanh số               | Phần    |
| ------------------------------------------------- | ----------------- | ---------------------- | ------- |
| "Always" (Yoon Mi-rae)                            | 2                 | - KOR (DL): 1.454.125+ | Phần 1  |
| "Everytime" (Chen và Punch)                       | 1                 | - KOR (DL): 1.241.255+ | Phần 2  |
| "This Love" (Davichi)                             | 1                 | - KOR (DL): 2.500.000+ | Phần 3  |
| "You Are My Everything" (Gummy)                   | 1                 | - KOR (DL): 1.600.720+ | Phần 4  |
| "Once Again" (Kim Na-young hợp tác với Mad Clown) | 2                 | - KOR (DL): 1.056.319+ | Phần 5  |
| "Talk Love" (K.Will)                              | 1                 | - KOR (DL): 1.347.821+ | Phần 6  |
| "With You" (Lyn)                                  | 15                | - KOR (DL): 532.924+   | Phần 7  |
| "By My Side" (SG Wannabe)                         | 8                 | - KOR (DL): 864.429+   | Phần 8  |
| "Wind Beneath Your Wings" (M.C the Max)           | 7                 | - KOR (DL): 552.802+   | Phần 9  |
| "How Can I Love You" (XIA)                        | 1                 | - KOR (DL): 674.908+   | Phần 10 |

## Phát hành

### Quảng bá
Trong giai đoạn sản xuất, một số phân cảnh giữa các diễn viên và hậu trường trong phim được đăng tải hé lộ trên nền tảng trực tuyến. Ngày 24 tháng 12 năm 2015, NEW đăng tải đoạn phim dài 20 giây chứa phản ứng hóa học lãng mạn giữa Song Joong-ki và Song Hye-kyo trên trang Facebook. Công ty tiếp tục đăng tải các cảnh quay tương tự dài 23 giây vào ngày 29 tháng 12. Trailer Hậu duệ Mặt Trời lần đầu tiên được phát hành tại Giải thưởng Phim truyền hình KBS năm 2015. Ngày 8 tháng 1 năm 2016, NEW tiết lộ phân cảnh trò chuyện đau lòng giữa Jin Goo và Kim Ji-won cho thấy phản ứng hóa học của họ. Lần lượt trong ngày 15 và 21 tháng 1 năm 2016, các đoạn teaser giới thiệu tạo hình, hoàn cảnh và tính cách của Song Hye-kyo và Song Joong-ki được tung ra. Áp phích quảng bá Hậu duệ Mặt Trời được công bố vào ngày 1 tháng 2 năm 2016, trong đó là hình ảnh Song Joong-ki đang quỳ xuống để buộc dây giày cho Song Hye-kyo trong bối cảnh bị tàn phá bởi cơn thảm họa.
Ngày 5 tháng 2 năm 2016, trailer chính của phim được đăng tải trên Naver TV Cast. Một đoạn hậu trường ngắn đếm ngược theo ngày phát sóng được đăng tải vào ngày 12 tháng 2. Đội ngũ tiếp tục đăng tải loạt hình ảnh hé lộ Hậu duệ Mặt Trời như ảnh Onew đóng vai bác sĩ; phản ứng hóa học giữa Jin Goo và Kim Ji-won; tình anh em đồng chí giữa Jin Goo và Song Joong-ki; tình bạn tiến triển giữa Song Hye-kyo và Kim Ji-won. Ngày 17 tháng 2 năm 2016, KBS đăng tải áp phích 4 nhân vật chính trong Hậu duệ Mặt Trời và chiếu đoạn xem trước của phim ngay sau khi bộ phim cổ trang Bậc thầy thương gia hết tập cuối. Áp phích quảng bá thứ hai được công bố trước hôm phát sóng, trong đó là cảnh Song Joong-ki hôn Song Hye-kyo.

### Phát sóng
Lịch trình dự kiến phát sóng Hậu duệ Mặt Trời từng được thay đổi nhiều lần trong giai đoạn sản xuất phim. Đến cuối cùng, Hậu duệ Mặt Trời chính thức phát sóng vào thứ Tư và thứ Năm hàng tuần trên kênh KBS2, cùng khung giờ với Bậc thầy thương gia sau khi bộ phim này kết thúc, từ ngày 24 tháng 2 đến ngày 14 tháng 4 năm 2016. Sau đó, KBS tiếp tục chiếu 3 tập đặc biệt từ ngày 20 đến 22 tháng 4 năm 2016. KBS nhận về 40% chi phí bản quyền phát sóng, phần còn lại là của NEW. Tại Nhật Bản, Hậu duệ Mặt Trời được mua bản quyền với giá khoảng 2 tỷ won và phát sóng trên kênh CS Channel từ ngày 21 tháng 6 đến ngày 9 tháng 8 năm 2016. Sau đó, phim tiếp tục được phát sóng trở lại từ ngày 27 tháng 9 cùng năm. Tại Việt Nam, DID TV phối hợp cùng Đài Truyền hình Thành phố Hồ Chí Minh để mua bản quyền và phát sóng Hậu duệ Mặt Trời với bản thuyết minh trên kênh HTV2 từ ngày 21 tháng 4 năm 2016. Tính đến cuối tháng 3 năm 2016, có 32 quốc gia mua bản quyền phát sóng Hậu duệ Mặt Trời.

### Phương tiện
IQIYI – nền tảng video trực tuyến thuộc tập đoàn Baidu – đã mua lại bản quyền Hậu duệ Mặt Trời với mức giá 250.000 đô la Mỹ một tập, tương đương với 40% kinh phí bỏ ra trong quá trình sản xuất phim. Các tập được đăng tải lên IQIYI đồng thời với lịch phát sóng tại Hàn Quốc, qua đó Hậu duệ Mặt Trời trở thành phim truyền hình Hàn Quốc đầu tiên được phát hành cùng thời điểm tại Trung Quốc và Hàn Quốc. Do chính sách kiểm duyệt nội dung từ Trung Quốc nên một số phân cảnh phim gốc đã bị cắt bỏ, chẳng hạn cuộc đối đấu với Bắc Triều Tiên dài khoảng 3 phút ở đầu tập 1 vì lý do chính trị. Hậu duệ Mặt Trời xuất hiện trên nền tảng phát trực tuyến Netflix kể từ tháng 9 năm 2016.
Ngày 30 tháng 4 năm 2016, Wisdom House xuất bản quyển sách ảnh của Hậu duệ Mặt Trời với tên gọi Descendants of the Sun Photo Essay (태양의 후예 포토 에세이). Một số người đã nhận được sách trước ngày phát hành và phàn nàn về cách trình bày nội dung lẫn chất lượng in ấn. Ngày 7 tháng 7 năm 2016, phiên bản chuyển thể tiểu thuyết của Hậu duệ Mặt Trời do Son Hyun-kyung biên tập được Wisdom House xuất bản thành 2 quyển. Ngày 14 tháng 2 năm 2017, Hậu duệ Mặt Trời được phát hành ở định dạng DVD và Blu-ray phiên bản Director's cut tại Hàn Quốc. Các phiên bản đĩa phim dành cho quốc gia khác cũng được phát hành như tại Nhật Bản, Đài Loan, Singapore và Malaysia. Hậu duệ Mặt Trời từng được dự kiến chuyển thể sang dạng phim điện ảnh dài 2 tiếng và công bố thực hiện phần tiếp theo, nhưng vẫn chưa được thực hiện tính đến tháng 8 năm 2025.

## Đón nhận

### Doanh thu
Hậu duệ Mặt Trời phá kỷ lục trở thành nội dung có doanh thu cao nhất trong Làn sóng Hàn Quốc năm 2016. Tính đến ngày 23 tháng 3 năm 2016, đoàn phim cho biết Hậu duệ Mặt Trời thu về lợi nhuận 10 tỷ won nhờ vào việc bán bản quyền cho 27 quốc gia và nhận tài trợ thương hiệu. Trong quá trình phát sóng, Hậu duệ Mặt Trời thu về 3,5 tỷ won doanh thu quảng cáo gián tiếp (PPL) và 9,6 tỷ won doanh thu bán quảng cáo (6,6 tỷ won trong thời gian phát sóng lần đầu và 3 tỷ won trong thời gian phát lại tập cũ) tính trên tổng 16 tập. Tính đến hết năm 2016, Hậu duệ Mặt Trời kiếm được 12 tỷ won từ OST, chiếm 58% doanh thu bán nhạc phim trên thị trường Hàn Quốc trong năm đó. Nhạc phim Hậu duệ Mặt Trời cũng đạt thành công lớn tại Trung Quốc khi bán được hơn 260.000 bản, tạo ra doanh thu 916 triệu won tính đến tháng 6 năm 2016.

### Nhận xét và đánh giá chuyên môn

#### Hàn Quốc
Tại Hàn Quốc, Hậu duệ Mặt Trời nhận được nhiều lời khen nhờ cách kể chuyện độc đáo, lời thoại chỉn chu, diễn xuất ấn tượng và đặc biệt là được sản xuất hoàn toàn trước khi phát sóng. Cây viết Lee Eun-joo của Seoul Shinmun gọi bộ phim này là "bi kịch thảm họa" và nhận xét rằng Kim Eun-sook đã sáng tạo ra một cách kể chuyện mới mẻ về một người phụ nữ tìm thấy tình yêu, bằng cách đặt câu chuyện trong bối cảnh của một người lính và một bác sĩ. Viết cho Hankyoreh, nhà phê bình truyền hình Kim Seon-young khen ngợi bộ phim vì đã thể hiện phong cách giả tưởng độc đáo của Kim Eun-sook, bằng cách khéo léo kết hợp các thể loại phổ biến như phim hành động gián điệp, y khoa và cả đề tài thiên tai thảm họa. Nhà phê bình văn hóa đại chúng Jeong Deok-hyun khen ngợi cốt truyện nhanh chóng của Hậu duệ Mặt Trời, nghĩ rằng yếu tố này giúp bộ phim thu hút cả khán giả nam và nữ. Trong khi đó, nhà phê bình phim truyền hình Yoon Seok-jin lại đánh giá cao bộ phim vì đã tập trung vào các vấn đề quốc tế và thiên tai, làm nổi bật sức hút của các nhân vật, thay vì đi theo hướng mối tình tay ba.
Diễn xuất của Song Joong-ki trong vai Yoo Shi-jin nhận được rất nhiều lời khen và được cho là nhân tố quan trọng giúp Hậu duệ Mặt Trời thành công. Nhà phê bình Ha Jae-geun nhận xét rằng cách tiếp cận trực tiếp, quyết đoán của Shi-jin đã tạo ấn tượng mạnh với khán giả nữ, những người đã quá mệt mỏi với kiểu "đẩy-kéo" trong các bộ phim khác. Jeong Deok-hyun quan niệm rằng vì bộ phim được thực hiện ngay sau khi Song Joong-ki hoàn thành nghĩa vụ quân sự nên anh có thể truyền tải rất tốt chủ đề của bộ phim. Kim Seon-young nhìn nhận Shi-jin là một phiên bản hiện đại và hoàn hảo hơn của những nhân vật điển hình của Kim Eun-sook: vừa quyến rũ, thẳng thắn nhưng cũng lịch sự và đầy bí ẩn, mang đến cảm giác phiêu lưu cho khán giả nữ. Jeong Deok-hyun cũng khẳng định rằng một nhân vật hoàn hảo như Shi-jin đã đáp ứng được kỳ vọng của công chúng về một anh hùng thực sự, đặc biệt sau sự kiện chìm phà Sewol. Về phía nhân vật nữ chính Kang Mo-yeon, Kim Seon-young đánh giá cô là một hình mẫu tiến bộ, vì mối quan hệ của cô với nam chính không dựa vào đấu tranh giai cấp, mà là sự đồng thuận về các giá trị cuộc sống.
Mặc dù vậy, các nhà phê bình vẫn chỉ ra những điểm yếu trong cốt truyện Hậu duệ Mặt Trời. Yoon Seok-jin cho rằng các bối cảnh thảm họa và lãng mạn được lặp lại một cách máy móc, không được phối hợp tự nhiên, dẫn đến cốt truyện tình cảm giữa hai nhân vật chính trở thành chủ đề nổi bật duy nhất. Jeong Hae-yoon từ Dong-a Ilbo chỉ trích bộ phim là ví dụ điển hình của công thức mô típ phổ biến "giới thiệu–phát triển–ngã rẽ–lãng mạn", khi mà mọi cốt truyện, kể cả những câu chuyện về những người lính, cuối cùng đều sẽ chuyển thành một câu chuyện tình yêu. Lee Yoo-jin từ Hankyoreh kết luận rằng Hậu duệ Mặt Trời là sự kế thừa của những bộ K-drama cũ kỹ, mang theo nhiều hạn chế trước đây đã từng bị chỉ trích. Nhà phê bình âm nhạc Kang Tae-gyu của Kookmin Ilbo, mặc dù khen ngợi thành công của bộ phim trong việc tiền sản xuất và sự kết hợp giữa hình ảnh và nhạc phim, nhưng cũng thừa nhận rằng "tính hoàn chỉnh" của bộ phim là còn thiếu sót đôi chút và đáng được xem xét. Bae Seon-yeong của Sports Chosun đánh giá Hậu duệ Mặt Trời tiêu cực hơn và nhận xét đây là tác phẩm tệ nhất của Kim Eun-sook. Lời chỉ trích của nhà báo chủ yếu nhắm vào câu chuyện thiếu tính hợp lý, kết thúc bỏ lửng, hiệu ứng kỹ xảo CGI không mấy ấn tượng khi xét đến kinh phí đầu tư lớn và các nhân vật được xây dựng nông cạn, tất cả hệt như chế nhạo khán giả.

#### Quốc tế
Tương tự như Hàn Quốc, các nhà phê bình quốc tế cũng đánh giá Hậu duệ Mặt Trời tích cực, đặc biệt là tương tác ăn ý giữa các nhân vật chính. Lakshana N Palat từ The Indian Express nhận xét rằng "sự ăn ý không thể phủ nhận" giữa Song Joong-ki và Song Hye-kyo là điểm nổi bật, giúp bộ phim vượt lên trên cốt truyện dễ đoán và mối quan hệ của họ trong phim trở nên chân thật. Tờ The Republican Post thì mô tả phản ứng hóa học giữa cặp Song–Song "chỉ đơn giản là bùng nổ". Marcus Goh của Yahoo! Life ca ngợi "hình ảnh tuyệt đẹp" và kỹ thuật quay phim nghệ thuật của Hậu duệ Mặt Trời. Anh cảm nhận mối quan hệ của cặp phụ tự nhiên và hấp dẫn hơn cặp chính. Nhà phê bình Trung Quốc Trần Hữu Quân khen bộ phim đã trau chuốt và đặt câu chuyện tình yêu trong bối cảnh bất đồng giữa nghĩa vụ vì tổ quốc của người lính và quan niệm y đức của bác sĩ, giúp mở rộng câu chuyện và thể hiện những lý tưởng sống.
Foong Woei Wan của The Straits Times đánh giá cao việc đội ngũ Hậu duệ Mặt Trời thể hiện các nhân vật chính trong phim là "những người trưởng thành có cuộc sống riêng", và họ xảy ra xung đột trong chuyện tình cảm là do bổn phận nghề nghiệp chứ không phải là do những hiểu lầm nào đó. Nhà phê bình Trung Quốc Vân Phi Dương đến từ nhật báo Văn Hối cho biết bộ phim đáp ứng nhu cầu tâm lý của khán giả bằng cách tạo ra một thế giới "quyến rũ" và "chữa lành", đồng thời pha trộn giữa chủ nghĩa hiện thực với thế giới tưởng tượng đầy khát vọng. Cây bút ca ngợi nhân vật Kang Mo-yeon là hiện thân của "ý thức nữ quyền" hiện đại với cá tính mạnh mẽ, độc lập và chủ động. Theo ý kiến của Ritika Joshi từ Screen Rant, sự cân bằng giữa các pha hành động gay cấn và những khoảnh khắc chân thành, cùng màn phối hợp ăn ý trong sự nghiệp lẫn tình yêu giữa Shi-jin và Mo-yeon, góp phần đưa Hậu duệ Mặt Trời trở thành một "kiệt tác" phim truyền hình Hàn Quốc.
Tuy nhiên, các chuyên gia cũng chỉ ra một số sai sót trong cốt truyện Hậu duệ Mặt Trời, điển hình như Goh chỉ trích "sự phi lý ngày càng tăng" của các trở ngại mà các nhân vật phải đối mặt, đồng thời chỉ ra nhiều lỗ hổng khác trong cốt truyện. Anh còn đánh giá nhân vật Mo-yeon là "gây khó chịu, chói tai và phi logic", và OST của bộ phim là "lỗi thời và gây mất tập trung". Foong Woei Wan gọi tập cuối của Hậu duệ Mặt Trời là "nhạt nhẽo và "nội dung hài lãng mạn phụ", cho rằng nhà biên kịch tập trung vào việc đáp ứng sự viên mãn cho khán giả hơn là mang lại tính thuyết phục. Palat chỉ ra rằng bộ phim không tận dụng được tiềm năng kể chuyện sâu sắc hơn và nhiều nhân vật phụ đã bị bỏ rơi mà không có lời giải đáp. Học giả Patrick Flamm (2018) chỉ trích Hậu duệ Mặt Trời bỏ qua bối cảnh lịch sử và Liên Hợp Quốc, cố ý trốn tránh thể hiện lực lượng gìn giữ hòa bình Hàn Quốc là "mũ bảo hiểm xanh" của Liên Hợp Quốc và miêu tả Hoa Kỳ là nhân vật phản diện chính thông qua nhân vật Agus.

### Phổ biến và tỷ suất người xem
Sau khi bộ phim kết thúc phát sóng, Hậu duệ Mặt Trời đạt 2,67 tỷ lượt xem trên IQIYI của Trung Quốc. Tại Hàn Quốc, Hậu duệ Mặt Trời trở thành bộ phim truyền hình ngắn tập đầu tiên vượt qua mức 30% về tỷ suất người xem theo thống kê từ AGB Nielsen kể từ Mặt trăng ôm mặt trời (2012) của đài MBC, song tổng tỷ suất người xem cuối cùng không vượt qua được Mặt trăng ôm mặt trời. Bộ phim còn trở thành câu chuyện chưa từng có trong ngành công nghiệp phim truyền hình ngắn tập vốn đang có xu hướng giảm về tỷ suất người xem trong nhiều năm qua, với tình trạng khan hiếm đến mức một bộ phim chỉ cần đạt tỷ suất 10% trên toàn quốc đã được xem như thành công. Trong tập cuối cùng, AGB Nielsen ghi nhận tỷ suất người xem toàn quốc và vùng thủ đô Seoul đạt lần lượt 38,8% và 41,6%, còn tỷ lệ người xem đạt 58% trên toàn quốc và 61% ở vùng thủ đô. Cuối năm 2016, Google công bố Hậu duệ Mặt Trời lần lượt xếp thứ 1 và thứ 9 ở Hàn Quốc và thế giới từ khóa tìm kiếm liên quan đến phim truyện truyền hình trên Google. Bộ phim còn dẫn đầu số lượt tìm kiếm phim truyền hình tại Hồng Kông, Đài Loan, Singapore và Việt Nam.
| Tập                                                                                              | Ngày phát sóng      | Tỷ suất người xem | Tỷ suất người xem | Tỷ suất người xem | Tỷ suất người xem |
| Tập                                                                                              | Ngày phát sóng      | TNMS              | TNMS              | AGB Nielsen       | AGB Nielsen       |
| Tập                                                                                              | Ngày phát sóng      | Toàn quốc         | Seoul             | Toàn quốc         | Seoul             |
| ------------------------------------------------------------------------------------------------ | ------------------- | ----------------- | ----------------- | ----------------- | ----------------- |
| 1                                                                                                | 24 tháng 2 năm 2016 | 12,6% (7)         | 12,7% (4)         | 14,3% (4)         | 14,4% (4)         |
| 2                                                                                                | 25 tháng 2 năm 2016 | 13,5% (6)         | 14,5% (4)         | 15,5% (3)         | 16,0% (4)         |
| 3                                                                                                | 2 tháng 3 năm 2016  | 21,8% (2)         | 22,7% (1)         | 23,4% (2)         | 24,6% (2)         |
| 4                                                                                                | 3 tháng 3 năm 2016  | 22,9% (2)         | 23,5% (2)         | 24,1% (2)         | 25,1% (2)         |
| 5                                                                                                | 9 tháng 3 năm 2016  | 24,6% (2)         | 26,3% (1)         | 27,4% (1)         | 29,2% (1)         |
| 6                                                                                                | 10 tháng 3 năm 2016 | 25,4% (2)         | 27,6% (1)         | 28,5% (1)         | 29,8% (1)         |
| 7                                                                                                | 16 tháng 3 năm 2016 | 27,0% (2)         | 28,9% (1)         | 28,3% (1)         | 30,1% (1)         |
| 8                                                                                                | 17 tháng 3 năm 2016 | 25,9% (2)         | 28,7% (1)         | 28,8% (1)         | 30,5% (1)         |
| 9                                                                                                | 23 tháng 3 năm 2016 | 29,7% (1)         | 32,3% (1)         | 30,4% (1)         | 31,0% (1)         |
| 10                                                                                               | 24 tháng 3 năm 2016 | 28,8% (1)         | 31,0% (1)         | 31,6% (1)         | 33,3% (1)         |
| 11                                                                                               | 30 tháng 3 năm 2016 | 29,1% (2)         | 31,3% (1)         | 31,9% (1)         | 33,5% (1)         |
| 12                                                                                               | 31 tháng 3 năm 2016 | 31,1% (1)         | 33,9% (1)         | 33,0% (1)         | 34,3% (1)         |
| 13                                                                                               | 6 tháng 4 năm 2016  | 30,4% (1)         | 33,7% (1)         | 33,5% (1)         | 35,0% (1)         |
| 14                                                                                               | 7 tháng 4 năm 2016  | 31,1% (1)         | 33,5% (1)         | 33,0% (1)         | 35,6% (1)         |
| 15                                                                                               | 13 tháng 4 năm 2016 | 31,1% (1)         | 35,6% (1)         | 34,8% (1)         | 37,5% (1)         |
| 16                                                                                               | 14 tháng 4 năm 2016 | 35,3% (1)         | 40,5% (1)         | 38,8% (1)         | 41,6% (1)         |
| Trung bình                                                                                       | Trung bình          | 26,3%             | 28,5%             | 28,6%             | 30,1%             |
| Đặc biệt                                                                                         |                     |                   |                   |                   |                   |
| 1                                                                                                | 20 tháng 4 năm 2016 | 15,3% (5)         | 16,6% (4)         | 17,7% (4)         | 19,5% (3)         |
| 2                                                                                                | 21 tháng 4 năm 2016 | 12,3% (6)         | 13,9% (5)         | 13,6% (5)         | 14,7% (5)         |
| 3                                                                                                | 22 tháng 4 năm 2016 | 10,9% (7)         | 11,8% (6)         | 12,2% (5)         | 13,2% (6)         |
| Màu xanh chỉ tỷ lệ thấp nhất, màu đỏ chỉ tỷ lệ cao nhất, (số) trong ngoặc đơn chỉ thứ hạng phim. |                     |                   |                   |                   |                   |

### Giải thưởng và đề cử
| Năm  | Lễ trao giải                                                        | Hạng mục                                                                 | Người nhận                             | Kết quả   | Ct.             |
| ---- | ------------------------------------------------------------------- | ------------------------------------------------------------------------ | -------------------------------------- | --------- | --------------- |
| 2016 | Giải thưởng tân binh châu Á 2016                                    | Tân binh nam của năm                                                     | Choi Woong                             | Đoạt giải | [ 283 ]         |
| 2016 | Giải thưởng nghệ thuật Baeksang lần thứ 52                          | Daesang (truyền hình)                                                    | Hậu duệ Mặt Trời                       | Đoạt giải | [ 284 ] [ 285 ] |
| 2016 | Giải thưởng nghệ thuật Baeksang lần thứ 52                          | Phim truyền hình hay nhất                                                | Hậu duệ Mặt Trời                       | Đề cử     | [ 284 ] [ 285 ] |
| 2016 | Giải thưởng nghệ thuật Baeksang lần thứ 52                          | Đạo diễn truyền hình xuất sắc nhất                                       | Lee Eung-bok, Baek Sang-hoon           | Đề cử     | [ 284 ] [ 285 ] |
| 2016 | Giải thưởng nghệ thuật Baeksang lần thứ 52                          | Nam diễn viên truyền hình xuất sắc nhất                                  | Song Joong-ki                          | Đề cử     | [ 284 ] [ 285 ] |
| 2016 | Giải thưởng nghệ thuật Baeksang lần thứ 52                          | Nữ diễn viên truyền hình xuất sắc nhất                                   | Song Hye-kyo                           | Đề cử     | [ 284 ] [ 285 ] |
| 2016 | Giải thưởng nghệ thuật Baeksang lần thứ 52                          | Biên kịch truyền hình xuất sắc nhất                                      | Kim Eun-sook, Kim Won-seok             | Đề cử     | [ 284 ] [ 285 ] |
| 2016 | Giải thưởng nghệ thuật Baeksang lần thứ 52                          | Nam diễn viên truyền hình nổi tiếng nhất                                 | Song Joong-ki                          | Đoạt giải | [ 284 ] [ 285 ] |
| 2016 | Giải thưởng nghệ thuật Baeksang lần thứ 52                          | Nam diễn viên truyền hình nổi tiếng nhất                                 | Jin Goo                                | Đề cử     | [ 284 ] [ 285 ] |
| 2016 | Giải thưởng nghệ thuật Baeksang lần thứ 52                          | Nữ diễn viên truyền hình nổi tiếng nhất                                  | Song Hye-kyo                           | Đoạt giải | [ 284 ] [ 285 ] |
| 2016 | Giải thưởng nghệ thuật Baeksang lần thứ 52                          | Nữ diễn viên truyền hình nổi tiếng nhất                                  | Kim Ji-won                             | Đề cử     | [ 284 ] [ 285 ] |
| 2016 | Giải thưởng nghệ thuật Baeksang lần thứ 52                          | Giải thưởng ngôi sao toàn cầu IQIYI                                      | Song Joong-ki                          | Đoạt giải | [ 284 ] [ 285 ] |
| 2016 | Giải thưởng nghệ thuật Baeksang lần thứ 52                          | Giải thưởng ngôi sao toàn cầu IQIYI                                      | Song Hye-kyo                           | Đoạt giải | [ 284 ] [ 285 ] |
| 2016 | Giải thưởng nghệ thuật Baeksang lần thứ 52                          | Giải thưởng ngôi sao toàn cầu IQIYI                                      | Jin Goo                                | Đề cử     | [ 284 ] [ 285 ] |
| 2016 | Giải thưởng nghệ thuật Baeksang lần thứ 52                          | Giải thưởng ngôi sao toàn cầu IQIYI                                      | Kim Ji-won                             | Đề cử     | [ 284 ] [ 285 ] |
| 2016 | Liên hoan phim Scene Stealer lần thứ 2                              | Giải Scene Stealer (nam)                                                 | Lee Seung-joon                         | Đoạt giải | [ 286 ]         |
| 2016 | Liên hoan phim Scene Stealer lần thứ 2                              | Giải Scene Stealer (nam)                                                 | Jo Jae-yoon                            | Đoạt giải | [ 286 ]         |
| 2016 | Liên hoan phim Scene Stealer lần thứ 2                              | Giải Scene Stealer diễn viên mới (nam)                                   | Onew                                   | Đoạt giải | [ 286 ]         |
| 2016 | Giải thưởng truyền hình Indonesia lần thứ nhất                      | Giải thưởng đặc biệt                                                     | Jin Goo                                | Đoạt giải | [ 287 ]         |
| 2016 | Giải thưởng lớn phát thanh truyền hình Hàn Quốc lần thứ 43          | Phim truyền hình hay nhất                                                | Hậu duệ Mặt Trời                       | Đoạt giải | [ 288 ]         |
| 2016 | Giải thưởng truyền hình quốc tế Seoul lần thứ 11                    | Phim truyền hình Hàn Quốc xuất sắc nhất                                  | Hậu duệ Mặt Trời                       | Đoạt giải | [ 289 ]         |
| 2016 | Giải thưởng truyền hình quốc tế Seoul lần thứ 11                    | Nam diễn viên Hàn Quốc xuất sắc nhất                                     | Song Joong-ki                          | Đoạt giải | [ 289 ]         |
| 2016 | Giải thưởng truyền hình quốc tế Seoul lần thứ 11                    | Ca khúc nhạc phim Hàn Quốc xuất sắc nhất                                 | Gummy ("You Are My Everything")        | Đoạt giải | [ 289 ]         |
| 2016 | Giải thưởng ngôi sao APAN lần thứ 5                                 | Daesang                                                                  | Song Joong-ki                          | Đoạt giải | [ 290 ] [ 291 ] |
| 2016 | Giải thưởng ngôi sao APAN lần thứ 5                                 | Daesang                                                                  | Song Hye-kyo                           | Đề cử     | [ 290 ] [ 291 ] |
| 2016 | Giải thưởng ngôi sao APAN lần thứ 5                                 | Phim truyền hình của năm                                                 | Hậu duệ Mặt Trời                       | Đoạt giải | [ 290 ] [ 291 ] |
| 2016 | Giải thưởng ngôi sao APAN lần thứ 5                                 | Giải thưởng xuất sắc nhất, nam diễn viên trong phim truyền hình ngắn tập | Song Joong-ki                          | Đề cử     | [ 290 ] [ 291 ] |
| 2016 | Giải thưởng ngôi sao APAN lần thứ 5                                 | Giải thưởng xuất sắc nhất, nữ diễn viên trong phim truyền hình ngắn tập  | Song Hye-kyo                           | Đề cử     | [ 290 ] [ 291 ] |
| 2016 | Giải thưởng ngôi sao APAN lần thứ 5                                 | Nam diễn viên phụ xuất sắc nhất                                          | Lee Seung-joon                         | Đề cử     | [ 290 ] [ 291 ] |
| 2016 | Giải thưởng ngôi sao APAN lần thứ 5                                 | Nam diễn viên phụ xuất sắc nhất                                          | Jin Goo                                | Đoạt giải | [ 290 ] [ 291 ] |
| 2016 | Giải thưởng ngôi sao APAN lần thứ 5                                 | Nữ diễn viên phụ xuất sắc nhất                                           | Kim Ji-won                             | Đoạt giải | [ 290 ] [ 291 ] |
| 2016 | Giải thưởng ngôi sao APAN lần thứ 5                                 | Nam diễn viên mới xuất sắc nhất                                          | Kim Min-seok                           | Đề cử     | [ 290 ] [ 291 ] |
| 2016 | Giải thưởng ngôi sao APAN lần thứ 5                                 | Giải thưởng ngôi sao APAN xuất sắc nhất                                  | Song Joong-ki                          | Đoạt giải | [ 290 ] [ 291 ] |
| 2016 | Giải thưởng ngôi sao APAN lần thứ 5                                 | Giải thưởng cặp đôi đẹp nhất                                             | Song Joong-ki và Song Hye-kyo          | Đoạt giải | [ 290 ] [ 291 ] |
| 2016 | Giải thưởng ngôi sao APAN lần thứ 5                                 | Giải thưởng cặp đôi đẹp nhất                                             | Jin Goo và Kim Ji-won                  | Đề cử     | [ 290 ] [ 291 ] |
| 2016 | Giải thưởng phim truyền hình Hàn Quốc lần thứ 9                     | Daesang                                                                  | Song Joong-ki                          | Đề cử     | [ 292 ]         |
| 2016 | Giải thưởng phim truyền hình Hàn Quốc lần thứ 9                     | Phim truyền hình hay nhất                                                | Hậu duệ Mặt Trời                       | Đoạt giải | [ 292 ]         |
| 2016 | Giải thưởng phim truyền hình Hàn Quốc lần thứ 9                     | Biên kịch phim truyền hình xuất sắc nhất                                 | Kim Eun-sook                           | Đề cử     | [ 292 ]         |
| 2016 | Giải thưởng phim truyền hình Hàn Quốc lần thứ 9                     | Nam diễn viên xuất sắc nhất                                              | Jo Jae-yoon                            | Đoạt giải | [ 292 ]         |
| 2016 | Giải thưởng phim truyền hình Hàn Quốc lần thứ 9                     | Nam diễn viên mới xuất sắc nhất                                          | Kim Min-seok                           | Đề cử     | [ 292 ]         |
| 2016 | Giải thưởng phim truyền hình Hàn Quốc lần thứ 9                     | Bài hát nhạc phim xuất sắc nhất                                          | Gummy ("You Are My Everything")        | Đề cử     | [ 292 ]         |
| 2016 | Giải thưởng Hiệp hội quảng cáo Hàn Quốc                             | Phim truyền hình hay nhất                                                | Hậu duệ Mặt Trời                       | Đoạt giải | [ 293 ]         |
| 2016 | Giải thưởng nghệ sĩ châu Á lần thứ nhất                             | Daesang (truyền hình)                                                    | Song Joong-ki                          | Đề cử     | [ 294 ]         |
| 2016 | Giải thưởng nghệ sĩ châu Á lần thứ nhất                             | Giải nghệ sĩ xuất sắc nhất, Nữ diễn viên                                 | Song Hye-kyo                           | Đề cử     | [ 294 ]         |
| 2016 | Giải thưởng nghệ sĩ châu Á lần thứ nhất                             | Giải thưởng người nổi tiếng xuất sắc nhất, Nam diễn viên                 | Jin Goo                                | Đoạt giải | [ 294 ]         |
| 2016 | Giải thưởng nghệ sĩ châu Á lần thứ nhất                             | Giải thưởng người nổi tiếng xuất sắc nhất, Nữ diễn viên                  | Kim Ji-won                             | Đoạt giải | [ 294 ]         |
| 2016 | Giải thưởng nghệ sĩ châu Á lần thứ nhất                             | Giải thưởng tân binh xuất sắc nhất, Nữ diễn viên                         | Park Hwan-hee                          | Đề cử     | [ 294 ]         |
| 2016 | Giải thưởng nghệ sĩ châu Á lần thứ nhất                             | Giải thưởng ca khúc nhạc phim xuất sắc nhất                              | Gummy ("You Are My Everything")        | Đoạt giải | [ 294 ]         |
| 2016 | Giải thưởng nghệ sĩ châu Á lần thứ nhất                             | Giải thưởng nổi tiếng, Nam diễn viên                                     | Song Joong-ki                          | Đề cử     | [ 294 ]         |
| 2016 | Giải thưởng nghệ sĩ châu Á lần thứ nhất                             | Giải thưởng nổi tiếng, Nữ diễn viên                                      | Song Hye-kyo                           | Đề cử     | [ 294 ]         |
| 2016 | Giải thưởng nghệ sĩ châu Á lần thứ nhất                             | Giải thưởng nổi tiếng, Nữ diễn viên                                      | Kim Ji-won                             | Đề cử     | [ 294 ]         |
| 2016 | Giải thưởng âm nhạc Melon lần thứ 8                                 | Ca khúc nhạc phim xuất sắc nhất                                          | Gummy ("You Are My Everything")        | Đề cử     | [ 295 ]         |
| 2016 | Giải thưởng âm nhạc Melon lần thứ 8                                 | Ca khúc nhạc phim xuất sắc nhất                                          | Yoon Mi-rae ("Always")                 | Đoạt giải | [ 295 ]         |
| 2016 | Giải thưởng âm nhạc Melon lần thứ 8                                 | Ca khúc nhạc phim xuất sắc nhất                                          | Davichi ("This Love")                  | Đề cử     | [ 295 ]         |
| 2016 | Giải thưởng âm nhạc châu Á Mnet lần thứ 18                          | Ca khúc nhạc phim xuất sắc nhất                                          | Davichi ("This Love")                  | Đề cử     | [ 296 ]         |
| 2016 | Giải thưởng truyền hình châu Á lần thứ 21                           | Loạt phim truyền hình hay nhất                                           | Hậu duệ Mặt Trời                       | Đoạt giải | [ 297 ]         |
| 2016 | Giải thưởng văn hóa và nghệ thuật đại chúng Hàn Quốc                | Giải thưởng tổng thống                                                   | Song Joong-ki                          | Đoạt giải | [ 298 ]         |
| 2016 | Giải thưởng văn hóa và nghệ thuật đại chúng Hàn Quốc                | Giải thưởng tổng thống                                                   | Song Hye-kyo                           | Đoạt giải | [ 298 ]         |
| 2016 | Giải thưởng văn hóa và nghệ thuật đại chúng Hàn Quốc                | Giải thưởng tổng thống                                                   | Kim Eun-sook                           | Đoạt giải | [ 298 ]         |
| 2016 | Giải Grimae lần thứ 29                                              | Daesang                                                                  | Kim Si-hyung, Uhm Jun-sung (Quay phim) | Đoạt giải | [ 299 ]         |
| 2016 | Giải thưởng phim truyền hình KBS lần thứ 30                         | Daesang                                                                  | Song Joong-ki                          | Đoạt giải | [ 300 ] [ 301 ] |
| 2016 | Giải thưởng phim truyền hình KBS lần thứ 30                         | Daesang                                                                  | Song Hye-kyo                           | Đoạt giải | [ 300 ] [ 301 ] |
| 2016 | Giải thưởng phim truyền hình KBS lần thứ 30                         | Giải thưởng xuất sắc nhất, Nam diễn viên                                 | Song Joong-ki                          | Đề cử     | [ 300 ] [ 301 ] |
| 2016 | Giải thưởng phim truyền hình KBS lần thứ 30                         | Giải thưởng xuất sắc nhất, Nữ diễn viên                                  | Song Hye-kyo                           | Đề cử     | [ 300 ] [ 301 ] |
| 2016 | Giải thưởng phim truyền hình KBS lần thứ 30                         | Giải thưởng xuất sắc, Nam diễn viên trong phim truyền hình ngắn tập      | Song Joong-ki                          | Đề cử     | [ 300 ] [ 301 ] |
| 2016 | Giải thưởng phim truyền hình KBS lần thứ 30                         | Giải thưởng xuất sắc, Nam diễn viên trong phim truyền hình ngắn tập      | Jin Goo                                | Đề cử     | [ 300 ] [ 301 ] |
| 2016 | Giải thưởng phim truyền hình KBS lần thứ 30                         | Giải thưởng xuất sắc, Nữ diễn viên trong phim truyền hình ngắn tập       | Song Hye-kyo                           | Đề cử     | [ 300 ] [ 301 ] |
| 2016 | Giải thưởng phim truyền hình KBS lần thứ 30                         | Giải thưởng xuất sắc, Nữ diễn viên trong phim truyền hình ngắn tập       | Kim Ji-won                             | Đoạt giải | [ 300 ] [ 301 ] |
| 2016 | Giải thưởng phim truyền hình KBS lần thứ 30                         | Nam diễn viên phụ xuất sắc nhất                                          | Jo Jae-yoon                            | Đề cử     | [ 300 ] [ 301 ] |
| 2016 | Giải thưởng phim truyền hình KBS lần thứ 30                         | Nữ diễn viên phụ xuất sắc nhất                                           | Seo Jeong-yeon                         | Đề cử     | [ 300 ] [ 301 ] |
| 2016 | Giải thưởng phim truyền hình KBS lần thứ 30                         | Nam diễn viên mới xuất sắc nhất                                          | Kim Min-seok                           | Đề cử     | [ 300 ] [ 301 ] |
| 2016 | Giải thưởng phim truyền hình KBS lần thứ 30                         | Nam diễn viên mới xuất sắc nhất                                          | Onew                                   | Đề cử     | [ 300 ] [ 301 ] |
| 2016 | Giải thưởng phim truyền hình KBS lần thứ 30                         | Nữ diễn viên mới xuất sắc nhất                                           | Kim Ji-won                             | Đoạt giải | [ 300 ] [ 301 ] |
| 2016 | Giải thưởng phim truyền hình KBS lần thứ 30                         | Biên kịch xuất sắc nhất                                                  | Kim Eun-sook, Kim Won-seok             | Đoạt giải | [ 300 ] [ 301 ] |
| 2016 | Giải thưởng phim truyền hình KBS lần thứ 30                         | Giải thưởng cư dân mạng                                                  | Song Joong-ki                          | Đề cử     | [ 300 ] [ 301 ] |
| 2016 | Giải thưởng phim truyền hình KBS lần thứ 30                         | Giải thưởng cư dân mạng                                                  | Song Hye-kyo                           | Đề cử     | [ 300 ] [ 301 ] |
| 2016 | Giải thưởng phim truyền hình KBS lần thứ 30                         | Giải thưởng cặp đôi đẹp nhất                                             | Song Joong-ki và Song Hye-kyo          | Đoạt giải | [ 300 ] [ 301 ] |
| 2016 | Giải thưởng phim truyền hình KBS lần thứ 30                         | Giải thưởng cặp đôi đẹp nhất                                             | Jin Goo và Kim Ji-won                  | Đoạt giải | [ 300 ] [ 301 ] |
| 2016 | Giải thưởng phim truyền hình KBS lần thứ 30                         | Giải thưởng cặp đôi đẹp nhất châu Á                                      | Song Joong-ki và Song Hye-kyo          | Đoạt giải | [ 300 ] [ 301 ] |
| 2017 | Giải thưởng Đĩa vàng lần thứ 31                                     | Ca khúc nhạc phim xuất sắc nhất                                          | Gummy ("You Are My Everything")        | Đoạt giải | [ 302 ]         |
| 2017 | Giải thưởng âm nhạc Seoul lần thứ 26                                | Ca khúc nhạc phim xuất sắc nhất                                          | Gummy ("You Are My Everything")        | Đoạt giải | [ 303 ]         |
| 2017 | Giải thưởng nhà sản xuất Hàn Quốc lần thứ 29                        | Giải thưởng nghệ sĩ biểu diễn xuất sắc nhất                              | Song Joong-ki                          | Đoạt giải | [ 304 ]         |
| 2017 | Giải thưởng phát thanh truyền hình của Ủy ban truyền thông Hàn Quốc | Daesang cho sản xuất xuất sắc nhất                                       | Hậu duệ Mặt Trời                       | Đoạt giải | [ 305 ]         |
| 2017 | Liên hoan phim quốc tế WorldFest-Houston lần thứ 50                 | Giải thưởng đặc biệt của ban giám khảo (phim truyền hình)                | Hậu duệ Mặt Trời                       | Đoạt giải | [ 306 ]         |

### Tranh cãi
Hậu duệ Mặt Trời từng bị phàn nàn vì "quảng bá sản phẩm (PPL) một cách trắng trợn". Từ tập 13 đến tập 16, phim lồng ghép nhiều sản phẩm như hồng sâm, hạnh nhân, bánh sandwich, quán cà phê, ô tô, đồng hồ thông minh, ứng dụng di động không liên quan gì đến cốt truyện của bộ phim với tần suất dày đặc, khiến khán giả bị mất tập trung vào nội dung cùng mạch cảm xúc của phim. Ủy ban Tiêu chuẩn Truyền thông Hàn Quốc từng vào cuộc để xem xét vấn đề này. Hậu duệ Mặt Trời từng đón nhận ý kiến trái chiều liên quan đến chủ nghĩa quân phiệt. Kim Eun-sook đính chính rằng, "Tôi muốn đề cập đến vấn đề một đất nước nên như thế nào trong thời chiến và thảm họa, nên tôi đã tạo ra những người lính [...] Tôi hoàn toàn không hề có ý định chính trị." Cô thừa nhận bản thân đã thất bại trong việc cố gắng tìm cách lồng ghép PPL sao cho không xung đột về mặt tình tiết.
Ngay trong tập đầu tiên của Hậu duệ Mặt Trời, nhiều khán giả than phiền hiệu ứng âm thanh OST quá lớn gây khó chịu. Sau đó, đội ngũ âm thanh của đoàn làm phim đã chỉnh sửa lại để cải thiện vấn đề này. Sự cố nhân vật Seo Dae-young chửi thề trong tập 8 từng vấp phải phản ứng trái chiều, khiến cho Ủy ban Tiêu chuẩn Truyền thông Hàn Quốc phải vào cuộc xem xét và đưa ra khuyến cáo. Tại Việt Nam, một nhà báo đăng tải ý kiến trên mạng xã hội quan ngại việc những người Việt trẻ tuổi bị cuốn hút bởi Hậu duệ Mặt Trời nhưng lại không ghi nhớ sự kiện hơn 300.000 lính Hàn Quốc từng được điều động tham gia đánh thuê cho Mỹ trong Chiến tranh Việt Nam. Mặc dù có một số người ủng hộ quan điểm này nhưng nhiều khán giả Việt Nam đã phản bác vì Hậu duệ Mặt Trời vốn dĩ mang lại thông điệp tích cực về phục vụ cộng đồng và hoàn toàn không liên quan gì đến Chiến tranh Việt Nam, đồng thời việc thưởng thức phim là quyền tự do cá nhân của mỗi người.
Nhiều người xem từng nhặt ra những "hạt sạn" trong Hậu duệ Mặt Trời, chẳng hạn như việc Yoo Shi-jin gọi trực thăng đến đón anh trên sân thượng bệnh viện, chiếc xe dừng lại treo lơ lửng ở vách đá mà không rơi xuống biển theo quy luật chuyển động vật lý, hồi sức tim phổi mà không có ý định cứu bệnh nhân, hay một quân nhân tự ý làm trái mệnh lệnh. Khán giả nam giới chỉ ra rằng cuộc sống quân ngũ của hầu hết đàn ông Hàn Quốc không thú vị như những gì được miêu tả trong phim. Tờ Sports Q từng lên tiếng về vấn đề nhân vật bác sĩ Lee Chi-hoon không thể cứu một nạn nhân mắc kẹt vì tình huống quá nguy hiểm và vượt ngoài khả năng cá nhân. Dù không hề bỏ rơi người gặp nạn nhưng Chi-hoon vẫn bị xây dựng như một "tội nhân" và bị gọi là "kẻ hèn nhát", đã khiến nhiều khán giả khó đồng tình với cách khắc họa này. Nhà phê bình văn hóa Kim Heon-sik cho biết việc nhân vật Shi-jin "bất tử" như "ma ca rồng" khi sống sót qua vô số tình huống chết người mà không có lời giải thích hợp lý lại là mấu chốt khiến bộ phim bị chỉ trích vì thiếu đi tính thực tế.

## Ảnh hưởng văn hóa
Hậu duệ Mặt Trời có sức ảnh hướng lớn về mặt kinh tế tại Hàn Quốc. Một báo cáo năm 2016 từ Ngân hàng Xuất nhập khẩu Hàn Quốc ước tính tổng tác động kinh tế của bộ phim là hơn 1 nghìn tỷ won, thậm chí lên tới 3 nghìn tỷ won khi xem xét các tác động vô hình như thúc đẩy hình ảnh thương hiệu quốc gia. Hậu duệ Mặt Trời giúp tăng mạnh lượng xuất khẩu một số mặt hàng tiêu dùng sang Trung Quốc. Sức nổi tiếng chưa từng có của bộ phim đã khiến chính phủ Hàn Quốc phải sửa đổi các quy định nhằm tạo điều kiện thuận lợi cho việc xuất khẩu hàng hóa góp mặt trong phim truyền hình Hàn Quốc ra nước ngoài. Gà hầm sâm Samgyetang, vốn từng bị cấm xuất khẩu sang Trung Quốc từ năm 2006 đến 2015, được phục hồi xuất khẩu sang quốc gia này trở lại sau khi xuất hiện trong bộ phim.
Hậu duệ Mặt Trời có tác động lớn đến nền tảng mua lại bản quyền phim IQIYI. Tính đến ngày 25 tháng 3 năm 2016, phim giúp tăng 50% số lượng người đăng ký trả phí trên IQIYI chỉ trong 3 tháng và mang lại doanh thu cho nền tảng này 35 tỷ won. Hàng loạt sản phẩm tài trợ xuất hiện trong Hậu duệ Mặt Trời tăng mạnh doanh số tiêu thụ tại Hàn Quốc và Trung Quốc trong giai đoạn phát sóng phim. Chứng kiến điều đó, nhiều công ty tập đoàn lớn đã đổ xô tranh giành diễn viên trong Hậu duệ Mặt Trời để làm người mẫu quảng cáo, giúp tăng mức độ nhận diện lẫn doanh số tiêu thụ hàng hóa. Bộ phim từng được sử dụng làm công cụ xây dựng thương hiệu quốc gia và quảng bá du lịch Hàn Quốc, và diễn viên chính Song Joong-ki từng trở thành gương mặt đại diện cho các chiến dịch du lịch quốc tế. Bộ Văn hóa, Thể thao và Du lịch Hàn Quốc từng yêu cầu phục hồi nguyên trạng phim trường Taebaek, phát triển những nơi quay phim như mỏ than Taebaek Hanbo và Khu phi quân sự Paju, sau đó thương mại hóa thành địa điểm du lịch Hàn Quốc chính thức.
Trong văn hóa, Song Joong-ki nhanh chóng nổi tiếng tại Trung Quốc đến mức được gọi là "ông chồng quốc dân". Chính phủ Trung Quốc từng đưa ra cảnh báo trên Weibo rằng Hậu duệ Mặt Trời có thể gây ra các vấn đề pháp lý khi nhiều cô gái tuy đã có bạn trai nhưng vẫn bị phát cuồng trước Song Joong-ki, hay còn được gọi là "bệnh tương tư Song Joong-ki". Mặc dù vậy, Quân Giải phóng Nhân dân Trung Quốc ca ngợi Hậu duệ Mặt Trời là bộ phim có quyền năng thu hút nhiều tầng lớp trẻ tham gia nhập ngũ. Ngày 17 tháng 3 năm 2016, cựu Thủ tướng Thái Lan Prayut Chan-o-cha ca ngợi Hậu duệ Mặt Trời một bộ phim truyền hình hấp dẫn có tiềm năng khơi dậy lòng yêu nước. Ông tuyên bố sẽ sẵn sàng tài trợ các nhà sản xuất phim truyền hình Thái Lan nếu họ thực hiện những bộ phim truyền hình mang thông điệp như vậy. Tại cuộc họp thư ký cấp cao của Nhà Xanh ngày 21 tháng 3 năm 2016, cựu Tổng thống Hàn Quốc Park Geun-hye phát biểu rằng Hậu duệ Mặt Trời không chỉ quảng bá văn hóa ra thế giới mà còn thu hút khách du lịch nhờ việc khơi gợi sự quan tâm đến Hàn Quốc. Tháng 5 năm 2016, cựu Tổng thống Park đến gặp lực lượng Gìn giữ hòa bình Liên Hợp Quốc Hàn Quốc tại Nam Sudan và ca ngợi họ là "hậu duệ thực sự của mặt trời", ám chỉ đến bộ phim.

## Di sản
Hậu duệ Mặt Trời là phim truyền hình Hàn Quốc đầu tiên hướng đến chủ yếu các hoạt động gìn giữ hòa bình và lan tỏa hình ảnh biểu tượng Hàn Quốc với tư cách là một tác nhân chính sách đối ngoại toàn cầu ở một vùng đất xa xôi, không giống như các bộ phim truyền hình Hàn Quốc trước đây có chủ đề quân sự như Mật danh Iris (2009) và Âm mưu Athena (2010–11) chỉ tập trung vào Xung đột liên Triều. Bộ phim còn được xem là biểu tượng nổi bật cho việc Hàn Quốc đang ngày càng trở thành một cường quốc bậc trung trên thế giới, bằng cách kết hợp ý tưởng về một nhiệm vụ gìn giữ hòa bình hư cấu với niềm tự hào dân tộc về bản sắc Hàn Quốc. Sự thành công của Hậu duệ Mặt Trời đóng vai trò làm chủ đề nghiên cứu tiêu biểu quan trọng cho các nhà phân tích học thuật, đặc biệt là ở Trung Quốc, để tìm hiểu cách phim truyện truyền hình Hàn Quốc có thể được sử dụng để thúc đẩy ảnh hưởng văn hóa.
Hậu duệ Mặt Trời chứng minh việc hợp tác sản xuất và đầu tư quốc tế trở thành một phần không thể thiếu đối với loạt bộ phim truyền hình Hàn Quốc có mức kinh phí lớn kể từ sau năm 2015. Bộ phim khẳng định việc phát sóng đồng thời giữa Hàn Quốc và Trung Quốc có lợi cho cả hai bên, giúp tối đa hóa lợi nhuận bằng cách chuyển hướng người xem đến nền tảng hợp pháp và chống vi phạm bản quyền. Thành công vang dội của mô hình tiền sản xuất và phát sóng đồng thời của Hậu duệ Mặt Trời đã dẫn đến làn sóng các bộ phim truyền hình tiền sản xuất sau này nhắm vào thị trường Trung Quốc, bao gồm Yêu không kiểm soát, Người tình ánh trăng - Bộ bộ kinh tâm: Lệ, Sư Nhâm Đường, Nhật ký Ánh sáng và Hoa Lang. Tuy nhiên, kỳ vọng này về sau bị dập tắt khi phần lớn bộ phim áp dụng mô hình này đã gặp thất bại bởi thị hiếu khán giả luôn thay đổi theo từng giai đoạn. Cụm từ "lời nguyền tiền sản xuất" tại Hàn Quốc tiếp tục duy trì, và truyền hình Hàn Quốc được cho là hầu như không thể tiếp tục tạo ra một bộ phim sản xuất trước 100% mà thành công vang dội như Hậu duệ Mặt Trời lần thứ hai.
Hậu duệ Mặt Trời là bộ phim tiêu biểu góp phần lan tỏa Làn sóng Hàn Quốc, nhất là tại thị trường tiêu thụ lớn như Trung Quốc. Chính tiềm năng này, ngày 30 tháng 6 năm 2016, Netflix quyết định đầu tư và hợp tác cùng các công ty phim nhằm phát triển loạt phim truyền hình gốc Hàn Quốc sau này cho nền tảng video của họ. Hậu duệ Mặt Trời là một bộ phim từng bén duyên cho cặp đôi diễn viên chính Song Joong-ki và Song Hye-kyo đi đến hôn nhân. Sau nhiều lần phủ nhận hẹn hò, họ tuyên bố kết hôn vào ngày 5 tháng 7 năm 2017, dẫn đến KBS phải "phát sóng khẩn cấp" 8 tập phim đầu tiên của Hậu duệ Mặt Trời cùng ngày và 8 tập còn lại vào ngày kế tiếp 6 tháng 7 năm 2017 nhằm chúc mừng bộ đôi. Song Joong-ki và Song Hye-kyo chính thức ly hôn vào ngày 22 tháng 7 năm 2019.

## Phiên bản làm lại
Tháng 7 năm 2016, phiên bản làm lại Trung Quốc do Huace Film & TV sản xuất và Trương Nhất Bạch đạo diễn được công bố, nhưng vẫn chưa được thực hiện tính đến tháng 8 năm 2025. Tại Philippines, Hậu duệ Mặt Trời được làm lại với tên gọi Descendants of the Sun: The Philippine Adaptation, phát sóng từ ngày 10 tháng 2 đến ngày 25 tháng 12 năm 2020. Bộ phim có sự tham gia của các diễn viên chính: Jennylyn Mercado, Dingdong Dantes, Rocco Nacino và Jasmine Curtis-Smith. Descendants of the Sun: The Philippine Adaptation giành giải Phim truyền hình nước ngoài nổi tiếng nhất của năm tại Giải thưởng truyền hình quốc tế Seoul lần thứ 15.
Hậu duệ Mặt Trời được làm lại thành phiên bản Việt Nam gồm 48 tập thời lượng 30 phút, được phát sóng từ ngày 29 tháng 9 đến ngày 19 tháng 11 năm 2018. Bộ phim do Trần Bửu Lộc đạo diễn, với sự tham gia của 4 diễn viên chính: Song Luân (vai Đại úy Duy Kiên), Khả Ngân (vai bác sĩ Hoài Phương), Hữu Vi (vai Thượng sĩ Bảo Huy) và Cao Thái Hà (vai Trung úy Minh Ngọc). Loạt phim Hậu duệ Mặt Trời bản Việt nhận nhiều ý kiến trái chiều sau khi phát sóng. Bộ Quốc phòng Việt Nam từng đề nghị đoàn làm phim chuyển thể chỉnh sửa sai sót do có nhiều chi tiết sai so với hình ảnh quân đội Việt Nam. Hậu duệ Mặt Trời bản Việt được mua lại bản quyền để chiếu trên IQIYI và Netflix với thời lượng gộp 60 phút trong 24 tập.